# Boeing 777
Il Boeing 777, chiamato anche "Triplo 7" (triple seven) è un aereo di linea a fusoliera larga a lungo raggio prodotto dall'industria statunitense Boeing a partire dalla metà degli anni novanta. Dotato di due motori a turboventola, è il più grande bimotore del mondo. L'aereo ha oltre 300 posti e la sua autonomia varia a seconda delle versioni e degli allestimenti da 9 695 a 17 370 chilometri (da 5 235 a 9 380 miglia nautiche).
I suoi elementi caratteristici sono le grosse gondole sotto le ali (che nella versione -300ER ospitano i General Electric GE90-115B, i turbofan più potenti mai costruiti), le sei ruote su ciascuno dei due carrelli principali e l'ampia fusoliera a sezione circolare. Il 777 è stato il primo aereo di linea costruito dalla Boeing con controlli fly-by-wire (cioè mediati da computer e servocontrolli elettronici), ed è stato anche il primo aereo commerciale progettato completamente al computer, tramite un software CAD chiamato CATIA.
Il 777 è prodotto in diverse versioni con lunghezze e autonomie variabili. Il 777-200LR, dimostratosi capace di compiere mezzo giro del mondo senza scalo, detiene il record per l'aereo di linea con l'autonomia più lunga e quello per la maggiore distanza coperta da un aereo commerciale con un solo rifornimento.
Nel 2011, a poco più di 18 anni dall'inizio della costruzione del primo esemplare, la Boeing ha messo in cantiere il millesimo esemplare del bimotore intercontinentale 777. Per raggiungere questo traguardo, i modelli 767 e 747 (il popolare Jumbo) avevano impiegato rispettivamente 31 e 25 anni.

## Storia del progetto

### Contesto
All'inizio degli anni settanta aerei come il Boeing 747, il McDonnell Douglas DC-10, il Lockheed L-1011 TriStar e l'Airbus A300 divennero la prima generazione di aeroplani commerciali a fusoliera larga a entrare in servizio. Nel 1978, la Boeing presentò tre nuovi modelli: il bireattore 757, destinato a rimpiazzare il fortunato modello 727; il bireattore 767, diretto concorrente dell'A300 e un ipotetico 777 trimotore, concepito per competere sul mercato con il DC-10 e l'L-1011. Il 757 e il 767, aerei di taglia media destinati al servizio a medio raggio, furono lanciati sul mercato con un certo successo – in parte grazie alle nuove regolamentazioni di sicurezza ETOPS (Extended-range Twin-engine Operational Performance Standards, standard per le prestazioni operative dei bireattori ad ampio raggio) varate negli anni ottanta per regolare le operazioni transoceaniche dei bimotori civili. Queste regolamentazioni consentivano ai bimotori di linea giudicati adatti a volare sopra l'oceano, allontanandosi a una distanza massima di tre ore dall'aeroporto più vicino. Grazie alle regole ETOPS, le compagnie aeree poterono cominciare a impiegare il 767 su alcune lunghe tratte transoceaniche che non richiedevano aerei di capacità superiore; in seguito a studi di mercato che evidenziavano la superiorità del 757 e del 767, il progetto del 777 trimotore fu quindi abbandonato. In questo modo, però, la Boeing rimaneva priva di un modello capace di collocarsi a metà tra il 767-300ER e il 747-400.
Verso la fine degli anni ottanta il DC-10 e l'L-1011 andavano avvicinandosi al pensionamento, spingendo perciò le case costruttrici a sviluppare progetti per rimpiazzarli. La McDonnell Douglas stava lavorando sull'MD-11, una versione allungata e migliorata del DC-10, mentre la Airbus stava sviluppando l'A330 e l'A340. Nel 1986, la Boeing studiò la possibilità di produrre un 767 ingrandito, provvisoriamente designato 767-X, per ottenere una fetta del mercato aperto dalla necessità di sostituire i wide-body di prima generazione. La prima proposta per l'adattamento del 767 si caratterizzava per la fusoliera allungata, per le ali ampliate e per l'introduzione dei winglets. Studi successivi prevedevano di incrementare la sezione della fusoliera, ma di conservare molti elementi del 767 senza modifiche, adottando ad esempio il medesimo abitacolo e il medesimo muso.

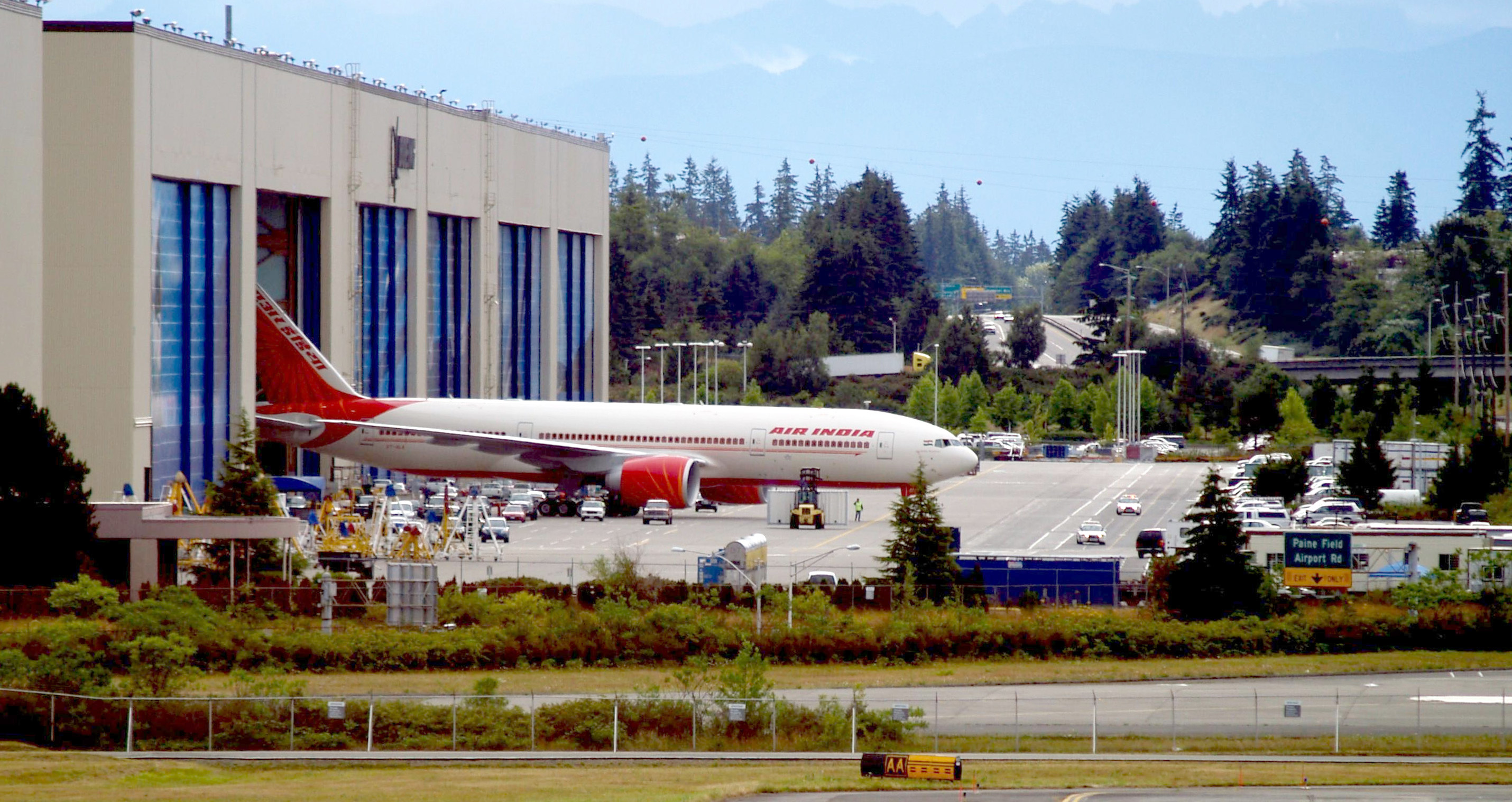
Un Boeing 777-200LR della Air India in uscita dallo stabilimento Boeing di Everett, Washington

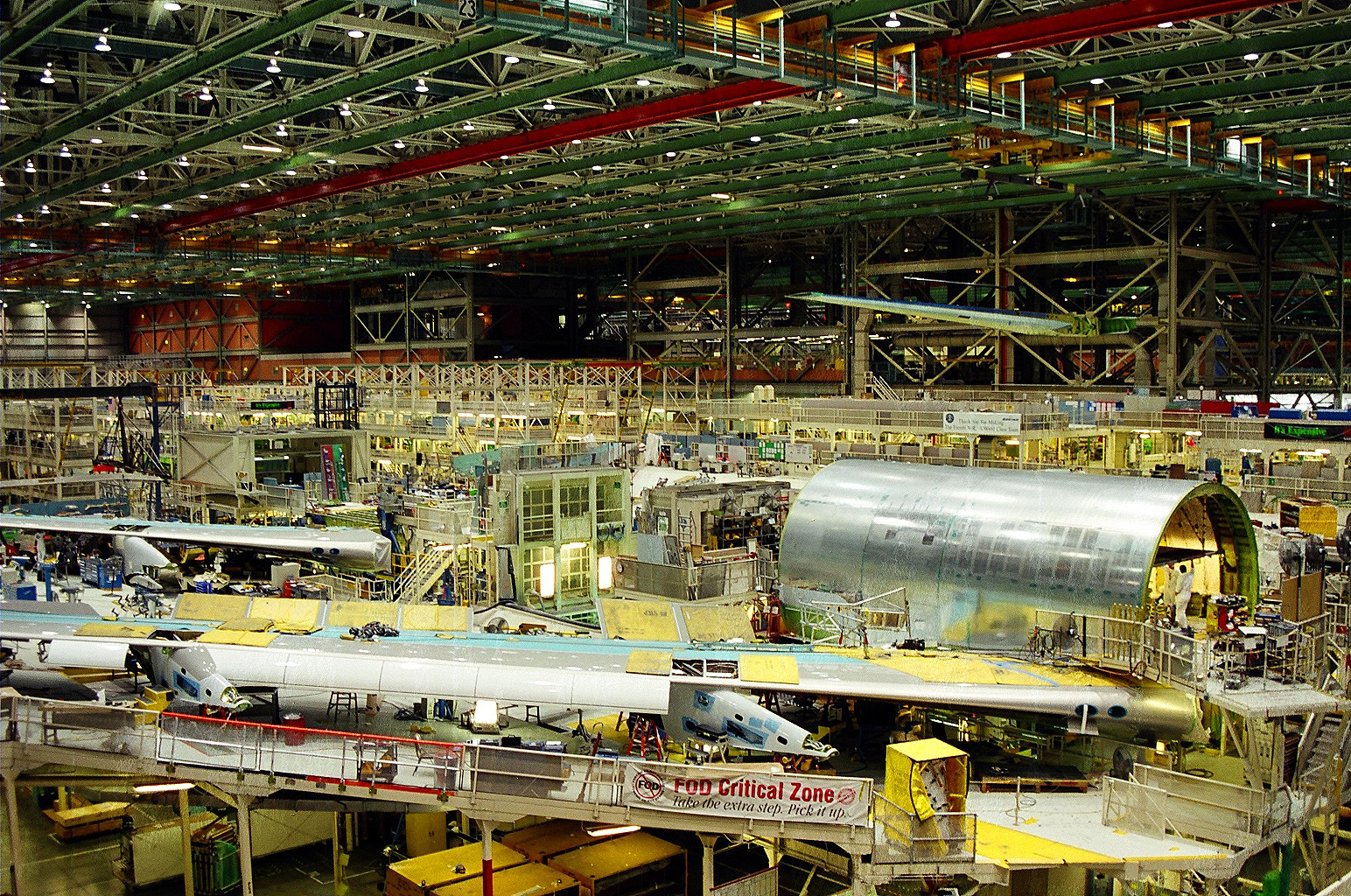
La linea di montaggio della Boeing a Everett

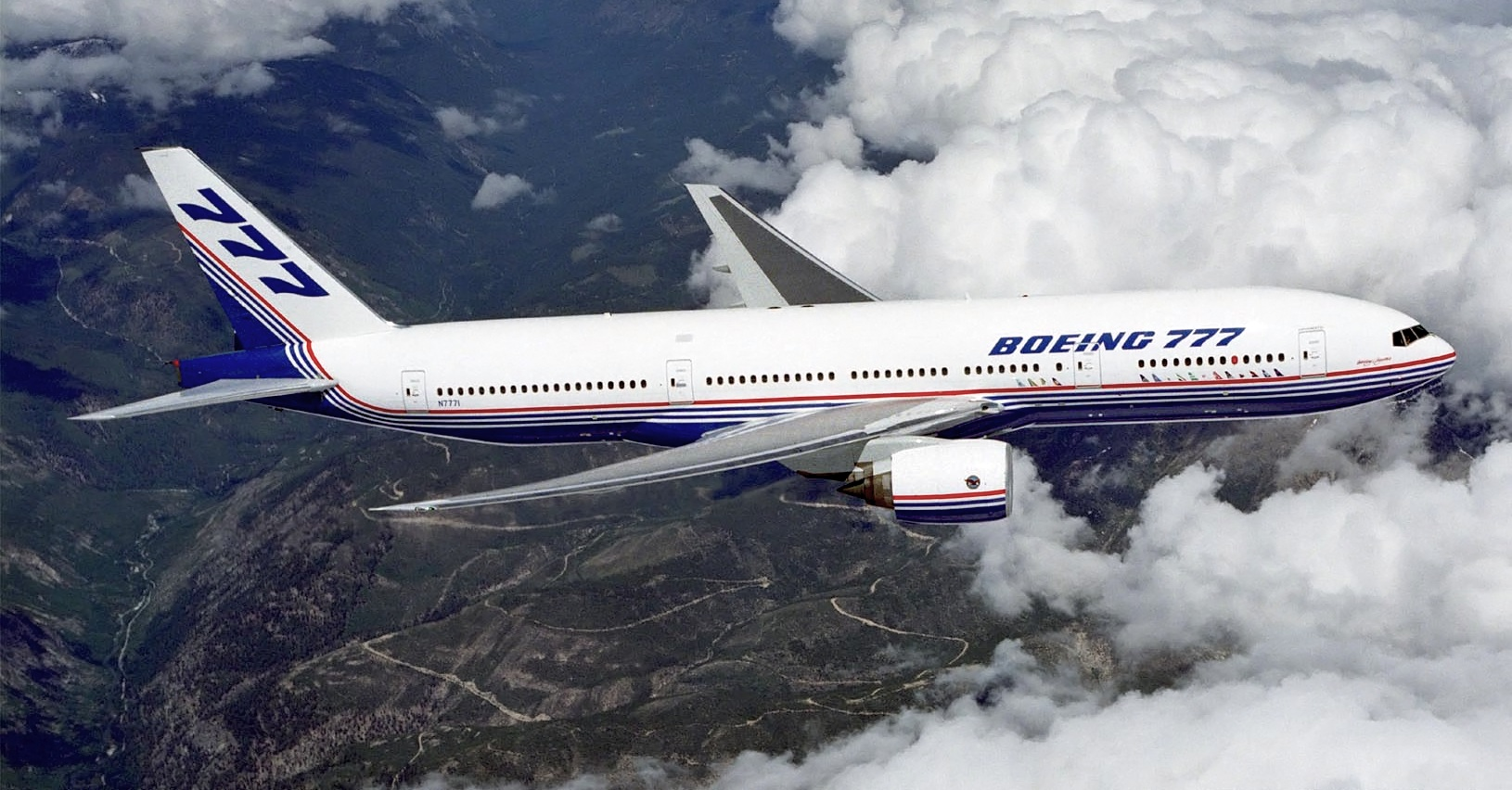
Un 777 in volo con la livrea tipica dei prototipi Boeing fino agli anni novanta

Le linee aeree che costituivano i potenziali acquirenti del 767-X però non si rivelarono entusiaste del progetto; esse volevano che la sezione della fusoliera venisse ulteriormente aumentata, che la configurazione degli interni fosse completamente flessibile, che l'autonomia garantisse la possibilità di effettuare voli intercontinentali e che i costi operativi fossero inferiori a quelli di qualunque 767 allungato. Nel 1988, anche in seguito all'aumento della competizione tra le compagnie di costruzioni aeronautiche, la Boeing si convinse della necessità di sviluppare un aereo completamente nuovo, che sarebbe diventato il nuovo bireattore 777. La ditta finì per optare per la configurazione bimotore a causa del suo consolidato successo sui modelli precedenti, ma anche a causa di vantaggi in termini di costo e della prospettiva di miglioramenti nella tecnologia motoristica. L'8 dicembre 1989 la Boeing cominciò a proporre l'acquisto del 777 alle compagnie aeree.

### Progettazione
La fase di progettazione del nuovo bireattore Boeing fu diversa da quella dei precedenti aviogetti commerciali della compagnia. Per la prima volta, otto compagnie aeree (All Nippon Airways, American Airlines, British Airways, Cathay Pacific, Delta Air Lines, Japan Airlines, Qantas e United Airlines) furono interpellate per contribuire a definire il progetto secondo le loro esigenze. Questa fu un'innovazione rispetto alle consuetudini dell'industria aeronautica, poiché normalmente i costruttori disegnavano gli aeroplani con pochissime interferenze da parte degli acquirenti. Le otto compagnie che collaborarono con la Boeing alla progettazione del 777 divennero note come il Working-together group, cioè il gruppo collaborativo.
Alla prima riunione del gruppo, nel gennaio 1990, venne distribuito ai rappresentanti delle linee aeree un questionario di 23 pagine con domande riguardanti i desideri delle compagnie rispetto al nuovo progetto. Per il marzo di quello stesso anno, la Boeing e le compagnie aeree erano giunte alla definizione della configurazione di base: l'aereo doveva avere una cabina con sezione prossima a quella del 747, una capacità massima di 325 passeggeri, interni flessibili, un abitacolo dotato di visori (glass cockpit), comandi fly-by-wire, e un costo operativo per passeggero per chilometro del 10% più basso rispetto all'A330 e all'MD-11. La Boeing scelse come sede dell'assemblaggio finale la sua fabbrica di Everett, Washington, già sede della produzione del 747.
Il 14 ottobre 1990 la United Airlines divenne il primo cliente del 777, piazzando un ordine del valore complessivo di 11 miliardi di dollari per 34 aerei con motorizzazione Pratt & Whitney (con opzioni per altri 34). La fase di sviluppo coincise con il programma della United per il rimpiazzo del vecchio DC-10. La compagnia voleva che il nuovo jet fosse in grado di servire principalmente tre tratte: da Chicago alle Hawaii, da Chicago all'Europa e da Denver alle Hawaii. Anche le certificazioni ETOPS erano una priorità per la United, a causa del lungo tratto transoceanico delle rotte verso le Hawaii.
Nel gennaio 1993 una squadra di sviluppo della United si unì ai progettisti della Boeing e di altre compagnie aeree presso la fabbrica di Everett per scendere nei dettagli del progetto; in totale, 240 gruppi di disegnatori con fino a 40 membri ciascuno studiarono quasi 1 500 progetti relativi alle singole componenti dell'aereo. Il diametro della fusoliera fu aumentato per soddisfare la Cathay Pacific, la sua lunghezza fu incrementata su richiesta della All Nippon Airways, e gli input della British Airways portarono ad aggiungere sistemi automatici di diagnosi per la manutenzione e ad aumentare la flessibilità degli interni, oltre che ad aumentare il peso totale.
Il Boeing 777 fu il primo aereo di linea a essere progettato completamente al computer. Ogni disegno tecnico venne creato per mezzo di un software CAD (Computer-Aided Design) chiamato CATIA (Computer-Aided Three-dimensional Interactive Application), prodotto dalla Dassault Systèmes insieme alla IBM. In questo modo fu possibile simulare l'assemblaggio di un aereo virtuale, per verificare l'aderenza di tutte le molte migliaia di parti e l'assenza di interferenze o altri problemi, riducendo così la necessità di costose revisioni sui prototipi. La Boeing inizialmente non era del tutto convinta delle potenzialità del software CATIA, e costruì comunque un simulacro del muso dell'aereo per verificare i risultati delle simulazioni. Il test ebbe un successo tale che gli altri simulacri previsti non vennero costruiti.

### Produzione e collaudi
Il processo di produzione è stato caratterizzato da un considerevole internazionalismo, con un numero di subappalti stranieri senza precedenti per un aeroplano Boeing, superato solo dal successivo 787. I contributori stranieri hanno incluso la Mitsubishi Heavy Industries e la Kawasaki Heavy Industries per quanto riguarda i pannelli della fusoliera, la Fuji Heavy Industries per la sezione centrale dell'ala, la Hawker de Havilland per gli equilibratori e la Aerospace Technologies of Australia per il timone. Un accordo tra la Boeing e un'associazione di aziende aerospaziali giapponesi rese queste ultime partner al 20% dell'intero programma di sviluppo. Il modello iniziale, il 777-200, fu lanciato con tre motorizzazioni possibili (General Electric, Pratt & Whitney, Rolls-Royce) a scelta del cliente. Ciascuna delle tre aziende aveva in precedenza accettato di produrre ad hoc un motore di almeno 340 kN di spinta per equipaggiare il bireattore più grande del mondo.
Per ospitare la produzione del nuovo jet, la Boeing dovette raddoppiare le dimensioni del suo stabilimento di Everett (spendendo quasi 1,5 miliardi di dollari) per fare spazio a due nuove linee di montaggio. Vennero sviluppate nuove metodologie di produzione, tra cui una macchina capace di far ruotare le sezioni della fusoliera di 180 gradi intorno all'asse longitudinale per dare ai tecnici la possibilità di accedere facilmente alla parte superiore dell'aereo. L'assemblaggio finale del primo esemplare cominciò il 4 gennaio 1993. Per allora, il programma aveva già accumulato ordini per 118 aerei (con opzioni per altri 95) da parte di 10 diverse compagnie aeree. È stato stimato che l'investimento totale della Boeing nel programma sia stato di oltre 4 miliardi di dollari, a cui vanno aggiunti altri 2 miliardi investiti dai fornitori e dai subappaltatori.

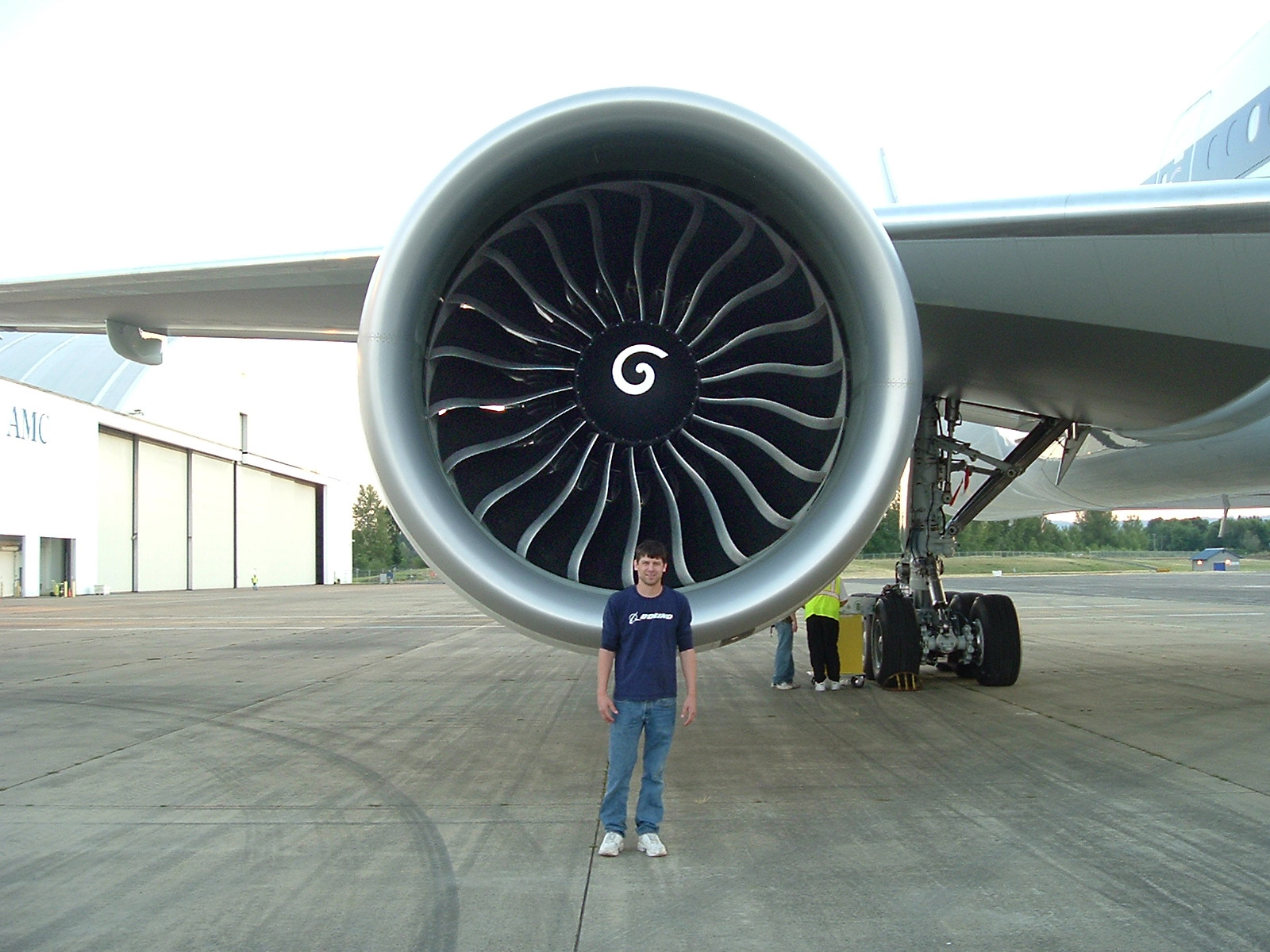
Vista frontale di un motore GE90 con un ingegnere Boeing per apprezzare le dimensioni. Questo motore è abbastanza potente da essere potenzialmente in grado di tenere in volo un Boeing 747 da solo.

Il 9 aprile 1994 il primo 777 (numero di produzione WA001) eseguì il roll out in una serie di 15 cerimonie svolte nel corso della giornata a beneficio dei 100 000 ospiti presenti. Il primo volo avvenne il 12 giugno 1994 ai comandi del pilota collaudatore John E. Cashman. Questo segnò l'inizio di un programma di collaudi che voleva essere il più ampio e approfondito mai eseguito su un aereo Boeing, e che durò 11 mesi. Nove aerei con motori General Electric, Pratt & Whitney e Rolls-Royce furono testati nelle condizioni ambientali più varie, dall'aeroporto nel deserto della base aerea di Edwards in California al gelo dell'Alaska, principalmente presso l'Aeroporto Internazionale di Fairbanks. Per soddisfare i requisisti di sicurezza ETOPS, vennero eseguiti otto voli di prova su un solo motore, di 180 minuti ciascuno. Il primo aereo costruito fu usato dalla Boeing per una serie di controlli non distruttivi che si svolsero tra il 1994 e il 1996, e che fornirono una base di dati che poi vennero usati nello sviluppo dei programmi 777-200ER e 777-300. Alla conclusione di questi test, il 777 ricevette l'abilitazione al volo simultaneamente dalla Federal Aviation Administration (FAA) e dalla Joint Aviation Authorities (JAA) il 19 aprile 1995.

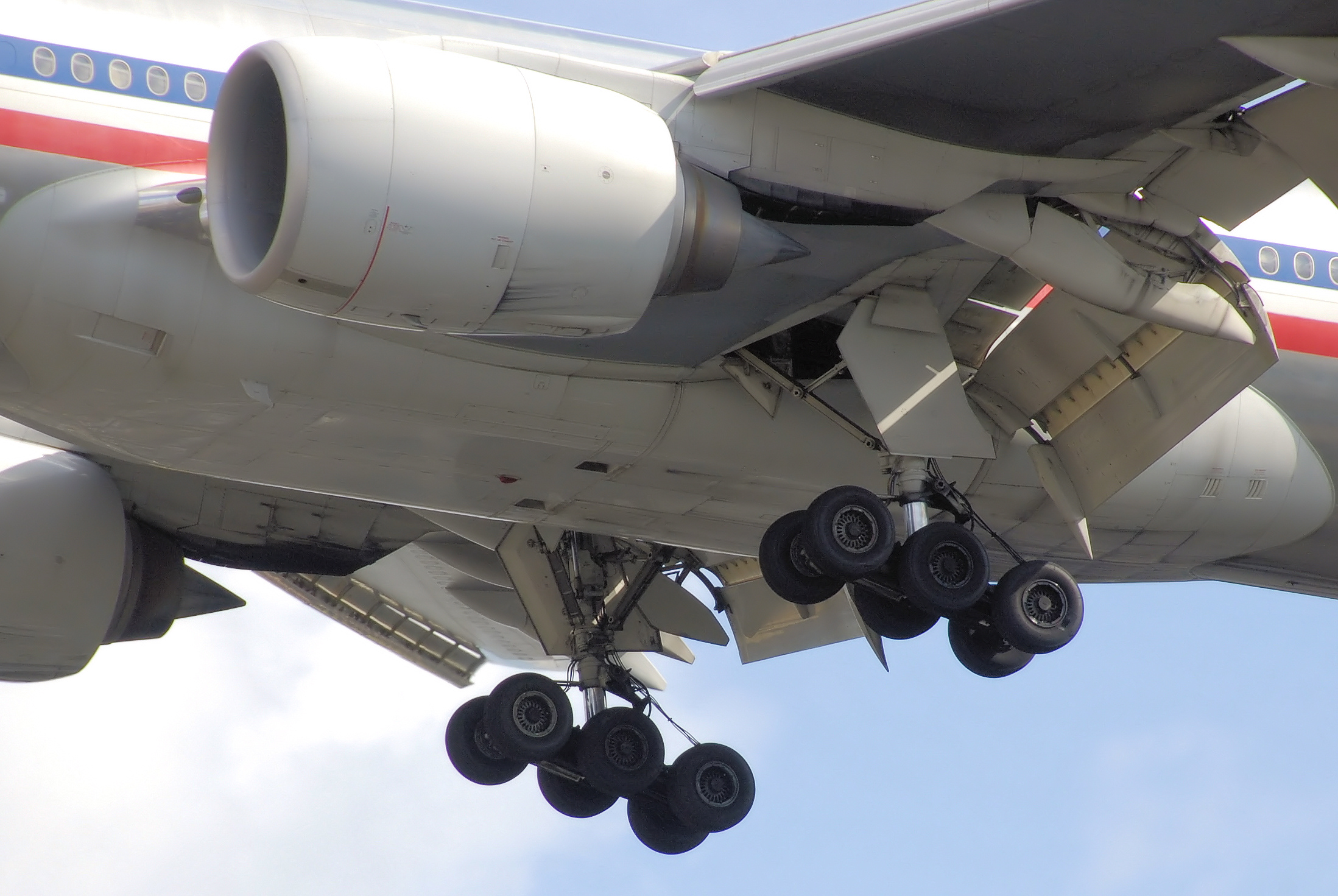
Vista ravvicinata dei motori, degli ipersostentatori e del carrello di un 777-200ER dell'American Airlines. Notare in particolare le sei ruote di ognuna delle due gambe del carrello principale.

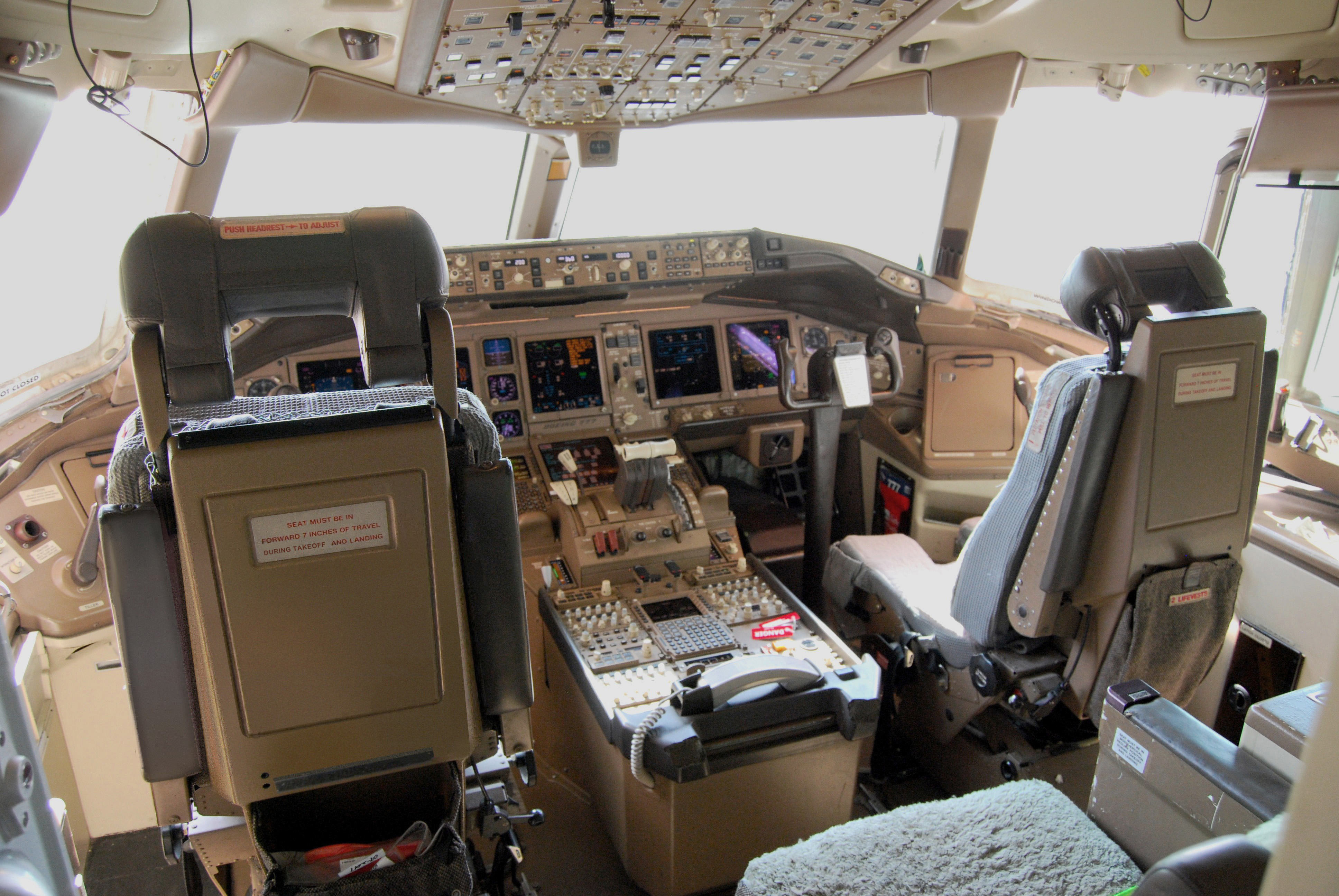
Il glass cockpit di un 777-200ER

## Tecnica

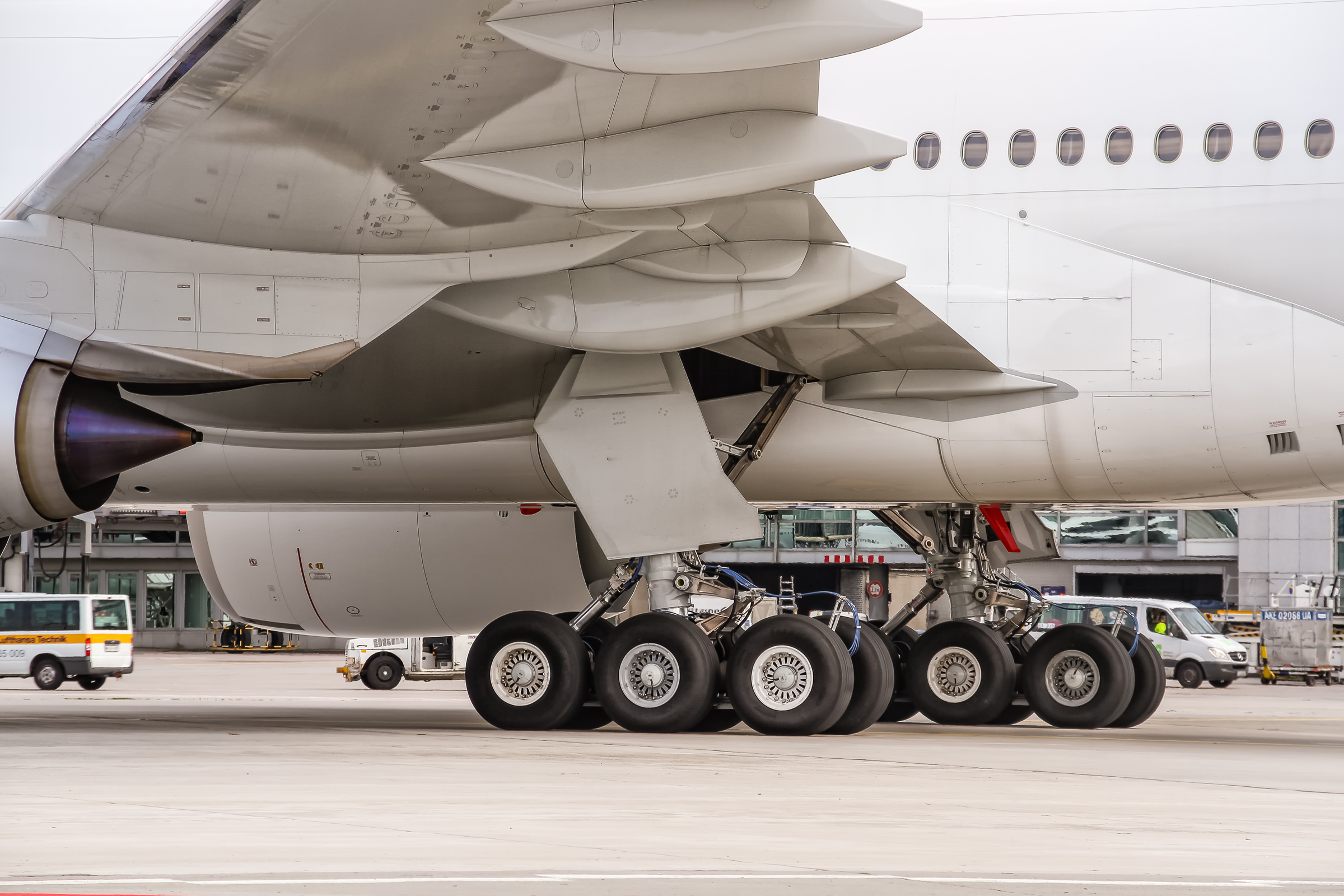
Dettaglio del carrello, dotato di tre coppie di ruote

Il Boeing 777 è un monoplano bimotore con ala bassa a freccia, ampia fusoliera a sezione circolare, carrello d'atterraggio triciclo anteriore e impennaggi in coda di tipo tradizionale. Nonostante l'aspetto esteriore convenzionale, però, il 777 ha introdotto un gran numero di tecnologie innovative, tra cui: un sistema completamente digitalizzato di controllo del volo mediato dal computer detto fly-by-wire, (primo aereo Boeing ad adottare questo sistema) introdotto alcuni anni prima da Airbus con l'A320; un'avionica basata su software completamente configurabile; un glass cockpit con interfacce a cristalli liquidi Honeywell; e il primo impiego della fibra ottica nell'avionica di un aeroplano civile. Per quanto riguarda le soluzioni tecniche, la Boeing si basò anche sul lavoro già svolto sul progetto del jet regionale Boeing 7J7, poi cancellato. Nel 2003 la Boeing cominciò a proporre l'opzione di un cockpit con electronic flight bag (borsa di volo elettronica), un sistema computerizzato di interfaccia e gestione delle informazioni progettato per ridurre la quantità di materiale cartaceo necessario per il volo (il quale normalmente trova posto nella vera e propria "borsa di volo" del pilota).

### Cellula
La struttura comprende una gran quantità di materiali compositi, che costituiscono il 90% in peso dello "scheletro" dell'aeroplano. La sezione principale della fusoliera è circolare, e si restringe gradualmente verso la parte posteriore dell'aereo fino ad assottigliarsi in un cono di coda a lama, che ospita l'unità di potenza ausiliaria. Il 777 è dotato del più grande carrello d'atterraggio e degli pneumatici più voluminosi mai montati su un aereo di linea. Ogni gomma del carrello a sei ruote di un 777-300ER può sopportare un carico di 26 980 chilogrammi (59 480 libbre), anche più del 747-400. L'aereo è dotato di un sistema idraulico triplo, ampiamente ridondante. Alla radice dell'ala è installata una RAT capace, in caso di emergenza, di generare energia grazie al vento relativo.

### Sistemi e impianti
Progettando il 777 come il suo primo aereo commerciale con controlli fly-by-wire, la Boeing decise di conservare il tradizionale volantino anziché sostituirlo con il sidestick laterale impiegato da molti aerei dotati di servocontrolli elettronici e dalla maggior parte dei jet Airbus. Il rollio e il beccheggio sono dunque controllati rispettivamente dalla rotazione e dal movimento avanti o indietro del volantino, mentre la regolazione dell'imbardata è affidata alla tradizionale pedaliera. Il layout della strumentazione dell'abitacolo è semplificato, ma tale strumentazione è in complesso simile a quella dei modelli Boeing precedenti. Il sistema fly-by-wire comprende anche un dispositivo di limitazione che analizza gli input del pilota in relazione a un insieme di parametri operativi e, se necessario, corregge i comandi in entrata per impedire che l'aereo stalli o subisca sollecitazioni eccessive in seguito a manovre troppo brusche. Questo sistema, comunque, può essere disinserito dal pilota in caso di necessità (tipicamente, in circostanze di emergenza).

### Superfici alari
Le ali del 777 sono basate su un profilo supercritico che, insieme a un angolo di freccia 31,6 gradi, ottimizza le prestazioni dell'aereo a una velocità di crociera di Mach 0,83 (poi portata a Mach 0,84). Il progetto delle ali prevede uno spessore e un'apertura maggiori di quelli della maggior parte dei modelli precedenti, il che porta a miglioramenti considerevoli nella capacità di carico, nell'autonomia, nella quota operativa e nelle prestazioni in decollo. Quando l'aereo fu messo in commercio la Boeing offrì agli acquirenti la possibilità di sviluppare una versione dell'aereo con le estremità alari ripiegabili (in modo da occupare meno spazio a riposo) per favorire le linee aeree che hanno a disposizione solo gate aeroportuali di piccole dimensioni, ma nessuna compagnia si dimostrò interessata a questa opzione.

### Interni

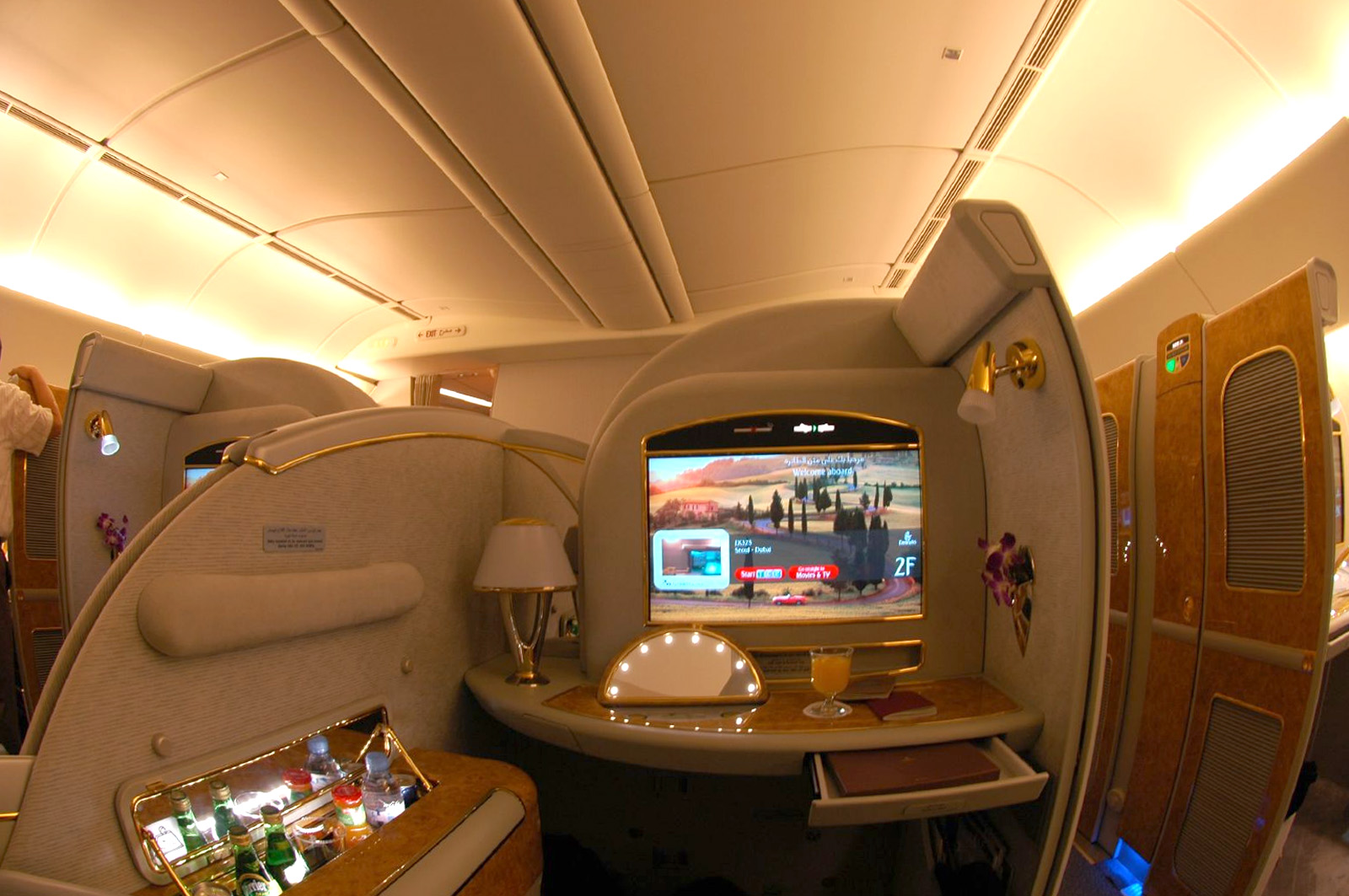
Una suite di prima classe su un Boeing 777-200LR di Emirates.

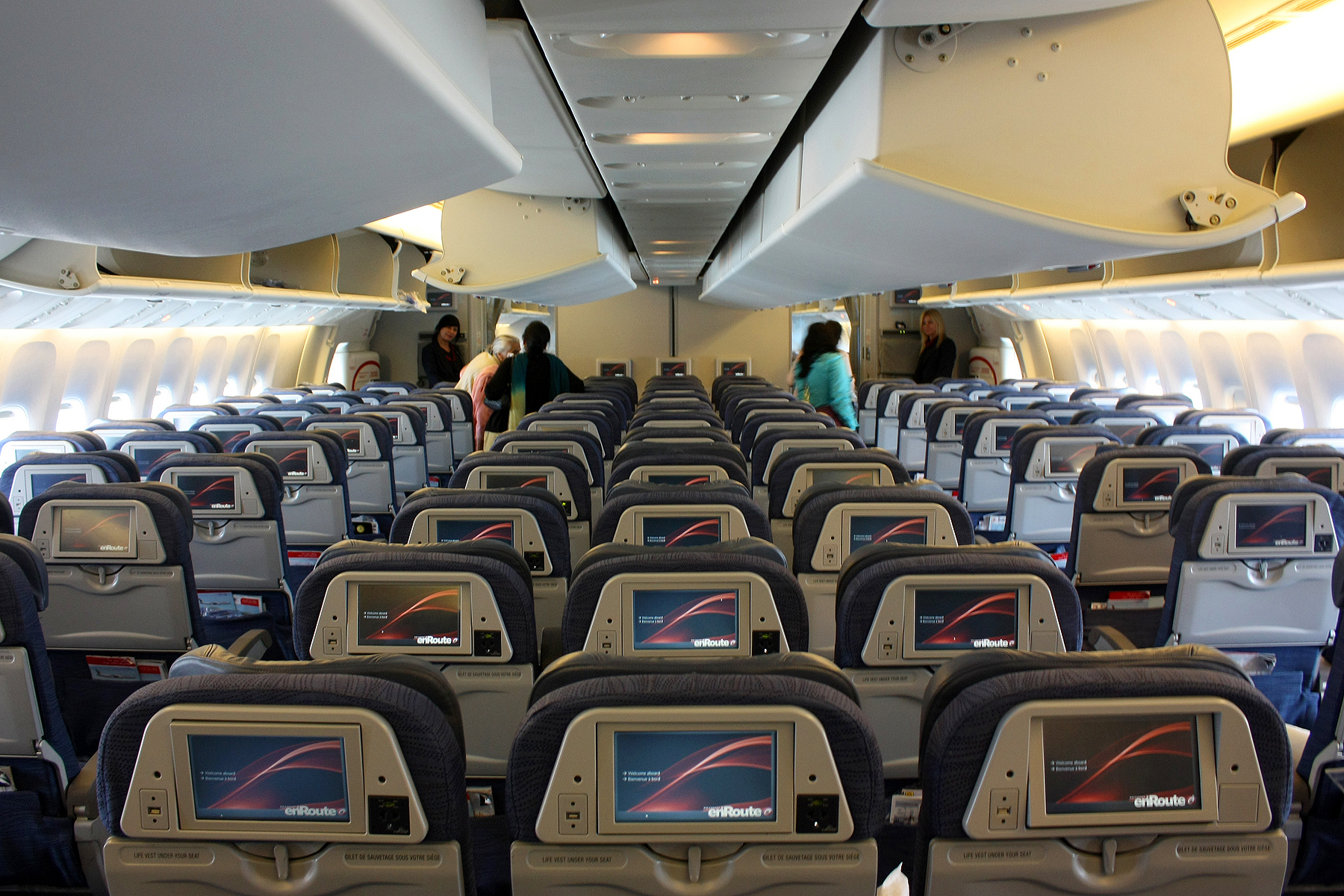
La classe economica su un Boeing 777 di Air Canada.

Gli interni del 777, chiamati Boeing Signature Interior, sono caratterizzati da pannelli curvi, scomparti per il bagaglio a mano di dimensioni aumentate e illuminazione indiretta. La disposizione dei sedili per i passeggeri prevede la possibilità di affiancare da 6 a 10 poltroncine per fila, a seconda che si tratti della prima classe o dell'economy class. I finestrini, alti 38 centimetri e larghi 25, sono stati i più grandi mai installati su un aereo di linea pressurizzato fino all'avvento del Boeing 787. La cabina è caratterizzata da un'estrema flessibilità della disposizione interna: gli attacchi all'impianto elettrico, idraulico e pneumatico possono essere posizionati a piacere all'interno della cabina, consentendo alla linea aerea proprietaria del jet di modificare a sua discrezione la posizione delle toilette e delle cucine, oltre che dei sedili. Durante la fase di progettazione del modello è stata posta molta attenzione al problema di rendere flessibile la configurazione degli interni: di conseguenza, la riconfigurazione della cabina di un 777 può essere completata in tre giorni, mentre su altri aerei può richiedere più di una settimana. Diversi esemplari sono stati modificati con l'introduzione di interni di lusso per l'impiego da parte di VIP al di fuori del servizio di linea.
Nel 2003 la Boeing ha introdotto delle aree di riposo per l'equipaggio tra le opzioni del 777. Esse sono collocate al di sopra della cabina principale e sono collegate a essa da alcune scale; all'area di riposo di prua, dotata di due sedili e due cuccette, se ne aggiunge una posizionata in coda comprendente diverse altre cuccette. Dopo aver avuto successo sul 777, gli interni Signature sono stati adattati per essere installati anche su altri modelli Boeing sia a fusoliera larga sia a fusoliera stretta (tra cui il Boeing 747-400, il 737NG e alcune versioni recenti del 767). Il 747-8 e il 767-400ER hanno inoltre adottato i finestrini ampi e arrotondati del 777.
Il 7 luglio 2011 è stato reso noto che la Boeing valutava la possibilità di sostituire gli interni Signature del 777 con un nuovo arredo più simile a quello del 787, con l'intenzione di andare verso una "esperienza di volo comune" a tutti gli aviogetti di linea della casa di Seattle.

## Impiego operativo

### Entrata in servizio

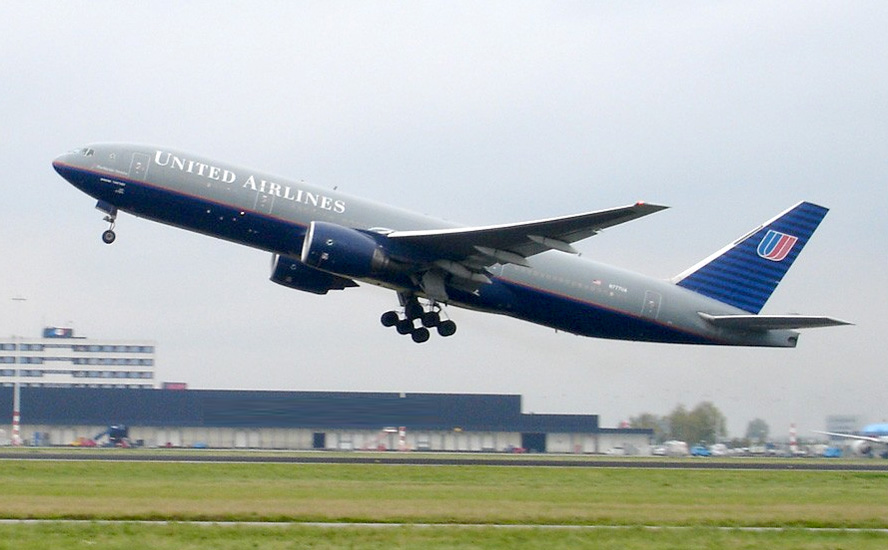
Il primo Boeing 777-200 in servizio di linea, numero N777UA di United Airlines

La Boeing consegnò il primo 777 alla United Airlines il 15 maggio 1995. Il 30 maggio la FAA concesse al modello con motore Pratt & Whitney PW4084 la licenza di volo ETOPS estesa a 180 minuti (che consentiva all'aereo di toccare punti distanti fino a tre ore dall'aeroporto più vicino) rendendo così il modello il primo aereo ad avere già la certificazione ETOPS-180 al momento della sua entrata in servizio. Una licenza ETOPS ulteriormente estesa a 207 minuti venne approvata nell'ottobre 1995. I modelli con motore General Electric GE90 ricevettero l'ETOPS-180 il 3 ottobre 1996, e quelli con il Rolls-Royce Trent 800 il 10 ottobre dello stesso anno. Il 7 giugno 1995 il primo volo di linea di un 777 unì l'Aeroporto di Londra-Heathrow all'Aeroporto Internazionale di Washington-Dulles.
Il 2 novembre 1995 la British Airways ricevette dalla Boeing il primo 777 con motori General Electric GE90-77B, e l'aereo entrò in servizio presso la compagnia cinque giorni più tardi. Inizialmente vennero riscontrati dei problemi con i meccanismi di riduzione dei giri dei motori, che nel 1997 portarono la compagnia aerea a ritirare temporaneamente la sua flotta di 777 dal servizio sulle rotte transatlantiche. Gli aerei British Airways ritornarono in servizio attivo più tardi nel corso dello stesso anno, e la General Electric annunciò presto l'intenzione di apportare alcuni miglioramenti ai motori.
Il primo 777 con motorizzazione Rolls-Royce (Trent 877) fu invece consegnato alla Thai Airways International il 31 marzo 1996, completando così l'introduzione dei tre impianti propulsivi sviluppati per il modello. Tutte le combinazioni tra l'aereo e il motore avevano già, al momento dell'entrata in servizio, la certificazione ETOPS-180. Entro il giugno 1997, gli ordini per il 777 erano cresciuti a un totale di 323 da parte di 25 compagnie aeree, tra cui anche i clienti iniziali che, soddisfatti del nuovo aereo, avevano aggiunti ordini per altri esemplari. Le prestazioni operative del bireattore risultarono notevoli, in particolare sulle lunghe rotte transoceaniche, e portarono a un ulteriore incremento delle vendite. Nel 1998, l'aereo aveva raggiunto una percentuale di decolli senza ritardi dovuti a problemi tecnici del 99,96%, e il numero di ore di volo accumulate dalla flotta di 777 in tutto il mondo si avvicinava alle 900 000.

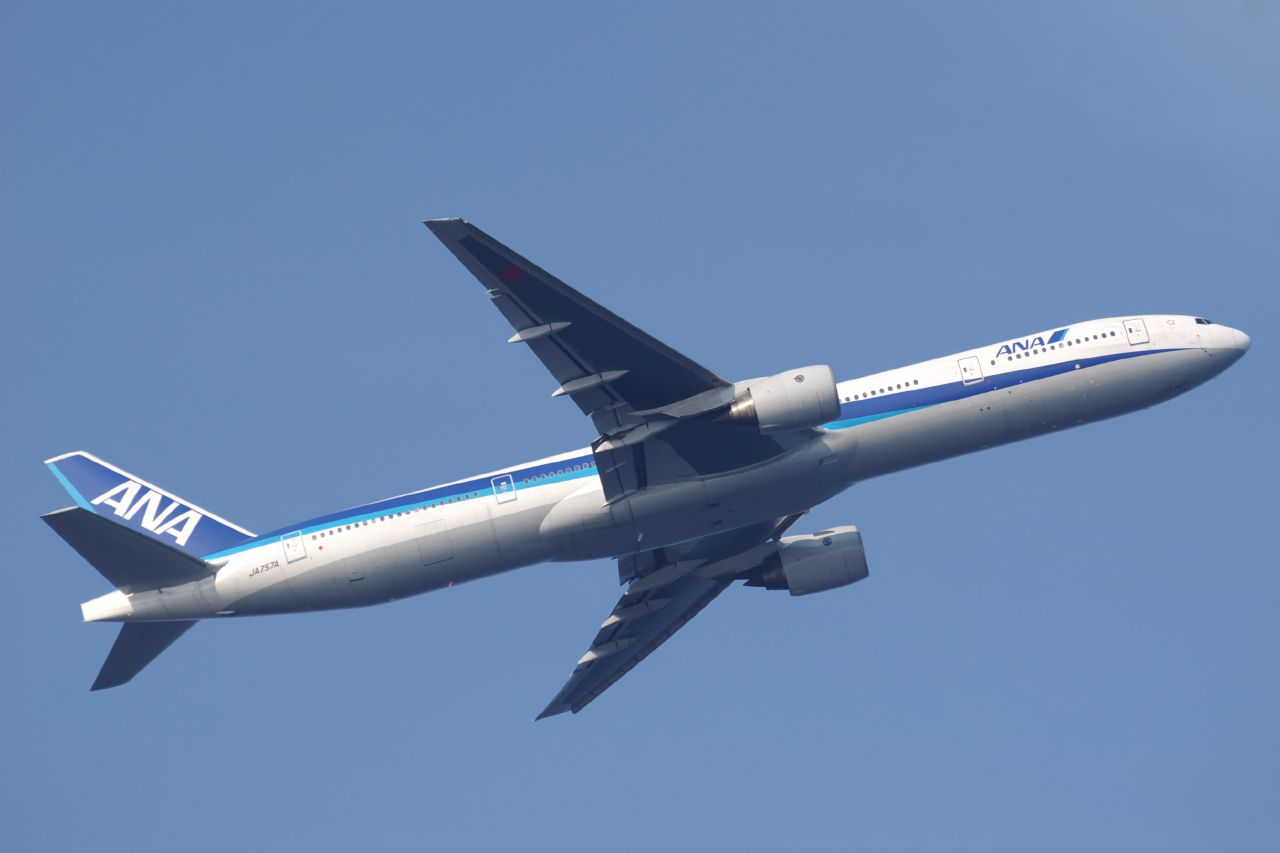
Un 777-300 di All Nippon Airways

### Ulteriori sviluppi

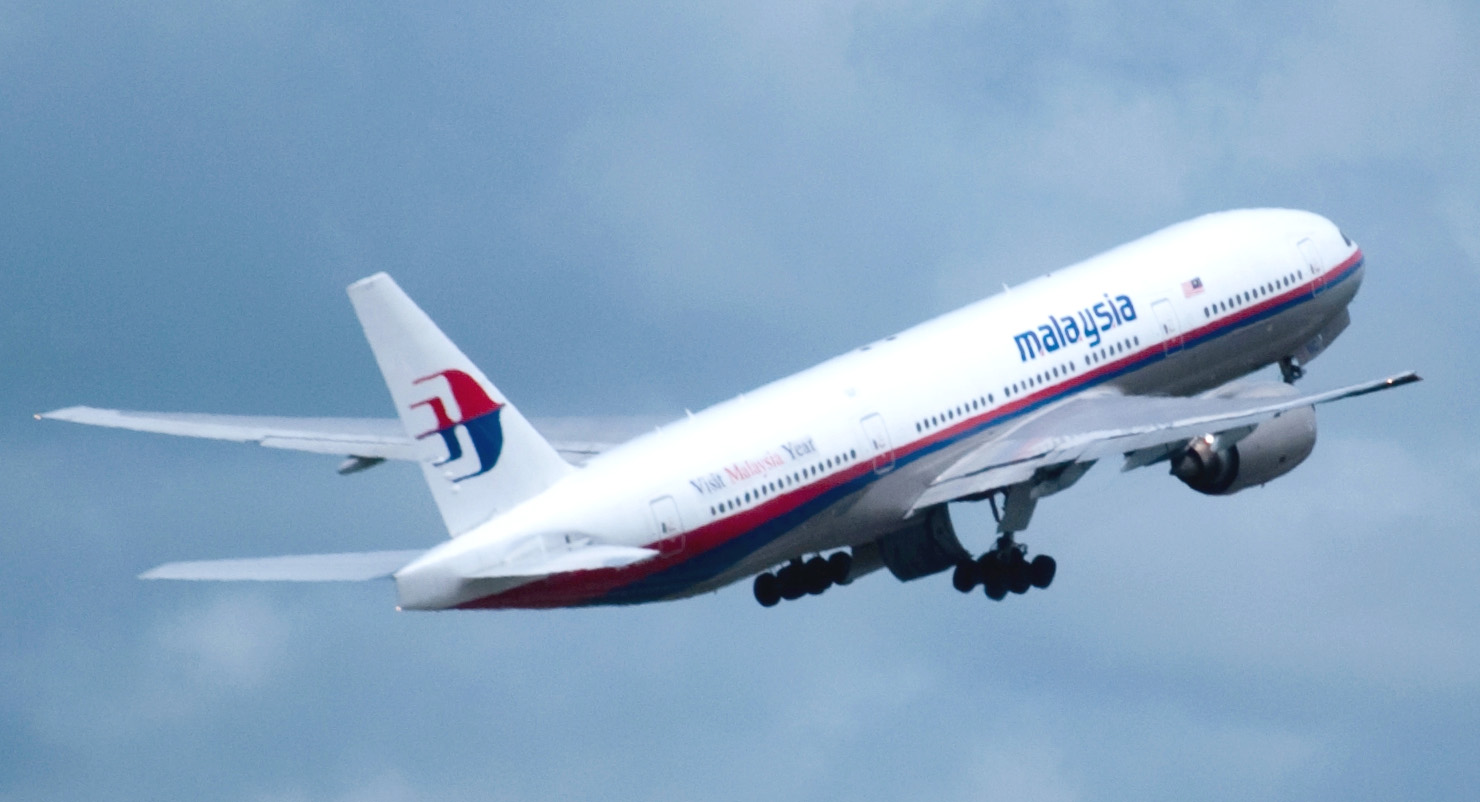
Un 777-200ER di Malaysian Airlines in decollo. Un aereo come questo nel 1997 batté il record di distanza percorsa da un aereo di linea, rimanendo in volo senza scalo per 20 044 km.

Dopo il modello iniziale la Boeing sviluppò la versione 777-200ER, caratterizzata da un peso massimo al decollo incrementato e da un aumento della capacità di carico. La versione 200ER volò per la prima volta il 7 ottobre 1996, ricevette le certificazioni FAA e JAA il 17 gennaio 1997 e entrò in servizio con la British Airways il 9 febbraio 1997. Garantendo migliori performance sul lungo raggio, questa variante nel corso dei primi anni duemila divenne la versione del Boeing 777 che ricevette gli ordini più consistenti. Il 2 aprile 1997 un 200ER della Malaysia Airlines (chiamato Super Ranger) infranse il record della maggiore distanza percorsa senza scalo da un aeroplano di linea volando in direzione est dall'Aeroporto Internazionale della Contea di King, vicino a Seattle, fino all'Aeroporto Internazionale di Kuala Lumpur, in Malaysia, coprendo una distanza di 20 044 chilometri (10 823 miglia nautiche) in 21 ore e 23 minuti.
Dopo l'introduzione del 200ER la Boeing Rivolse la sua attenzione verso una versione allungata dell'aereo. Il 16 ottobre 1997 il Boeing 777-300 compì il suo primo volo. Questa versione era 10,1 metri più lunga di quella precedente, e con una lunghezza complessiva di 73,9 metri (242,4 piedi) divenne il più lungo aereo di linea mai prodotto (rimanendo tale fino alla nascita dell'Airbus A340-600); la sua capacità era del 20% maggiore rispetto a quella del modello 200. Le certificazioni della FAA e della JAA vennero entrambe rilasciate il 4 maggio 1998 e il 777-300 entrò in servizio con la Cathay Pacific il 27 maggio.
Fin dall'inizio del programma di sviluppo, la Boeing aveva considerato la possibilità di costruire varianti a lunghissimo raggio (ultra-long-range) del 777. I primi progetti proponevano un 777-100X che avrebbe dovuto essere una versione accorciata del modello 200 complessivamente alleggerita ma dotata di maggiore autonomia (similmente al Boeing 747SP). Il 100X però avrebbe trasportato meno passeggeri della versione 200, pur conservando costi di servizio simili, con un costo per passeggero conseguentemente maggiore. Perciò, alla fine degli anni novanta, i progettisti spostarono la loro attenzione verso lo studio di versioni ad autonomia ampliata dei modelli già esistenti. Era necessario un nuovo propulsore da 440 kN (100 000 lbf) di spinta o più, e la Boeing avviò delle trattative con le case produttrici di motori; la General Electric offrì di sviluppare il GE90-115B e la Rolls-Royce il Trent 8104. Nel 1999, la Boeing annunciò il raggiungimento di un accordo con la General Electric per la motorizzazione della nuova versione a lungo raggio; l'accordo prevedeva anche che la General Electric diventasse l'unico fornitore dei motori di eventuali successive versioni del 777.

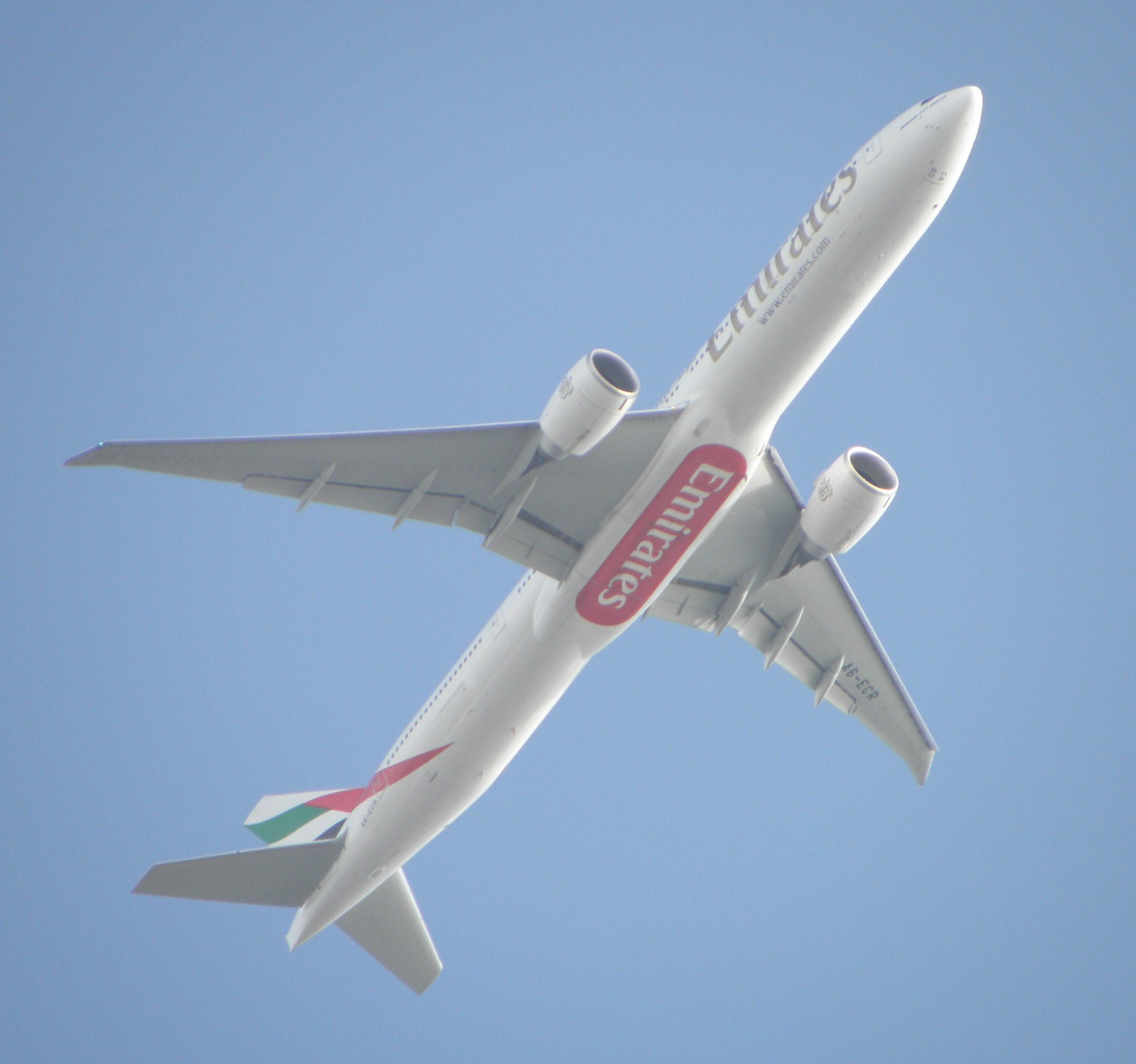
Un 777-300ER di Emirates. Notare le estremità alari, il cui angolo di freccia è maggiore rispetto a quello del resto dell'ala; questo disegno, che in inglese è noto come raked wingtips, riduce notevolmente la resistenza e svolge la stessa funzione dei più tradizionali winglets.

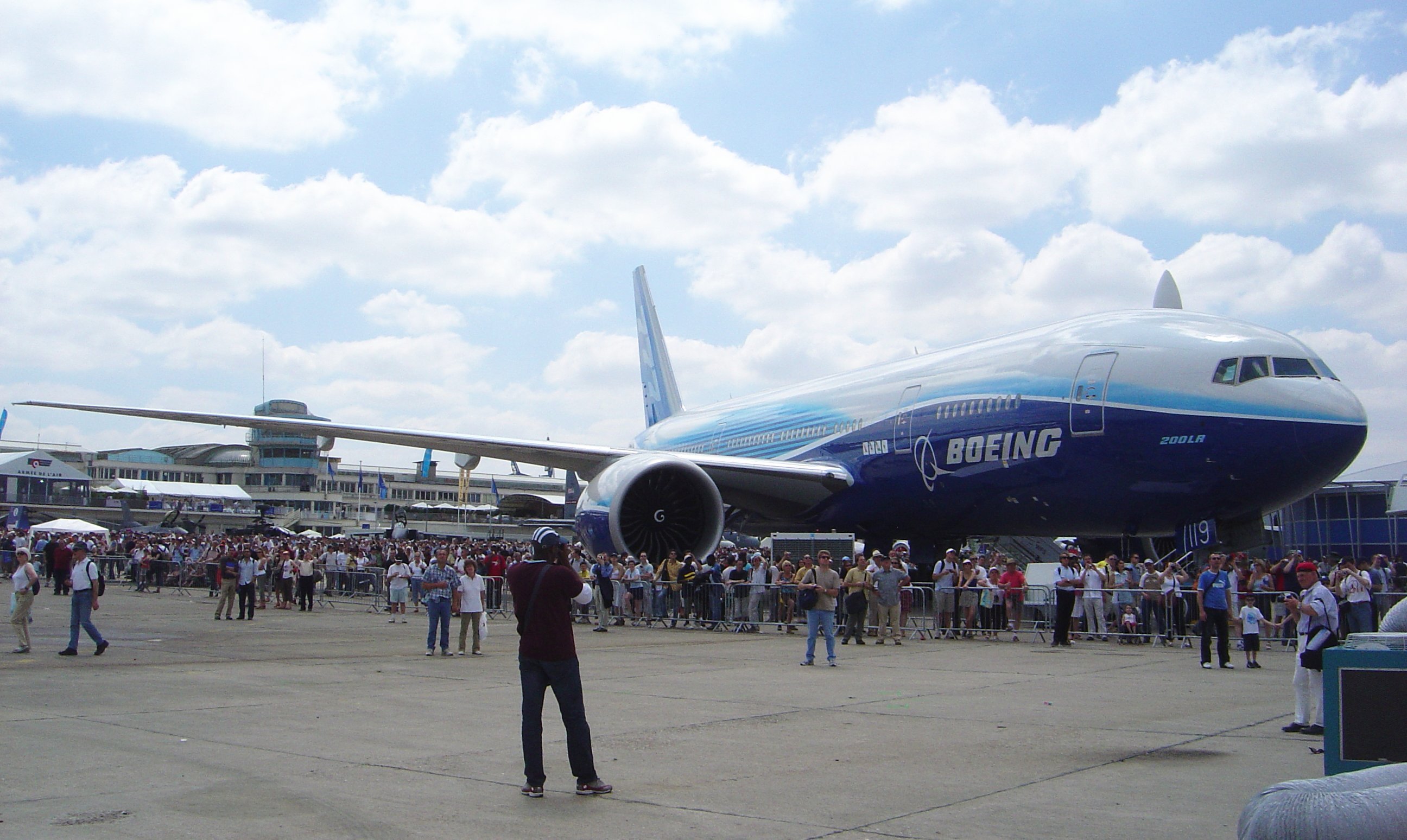
Un 777-200LR nella nuova livrea dei prototipi Boeing fotografato all'air show di Parigi del 2005

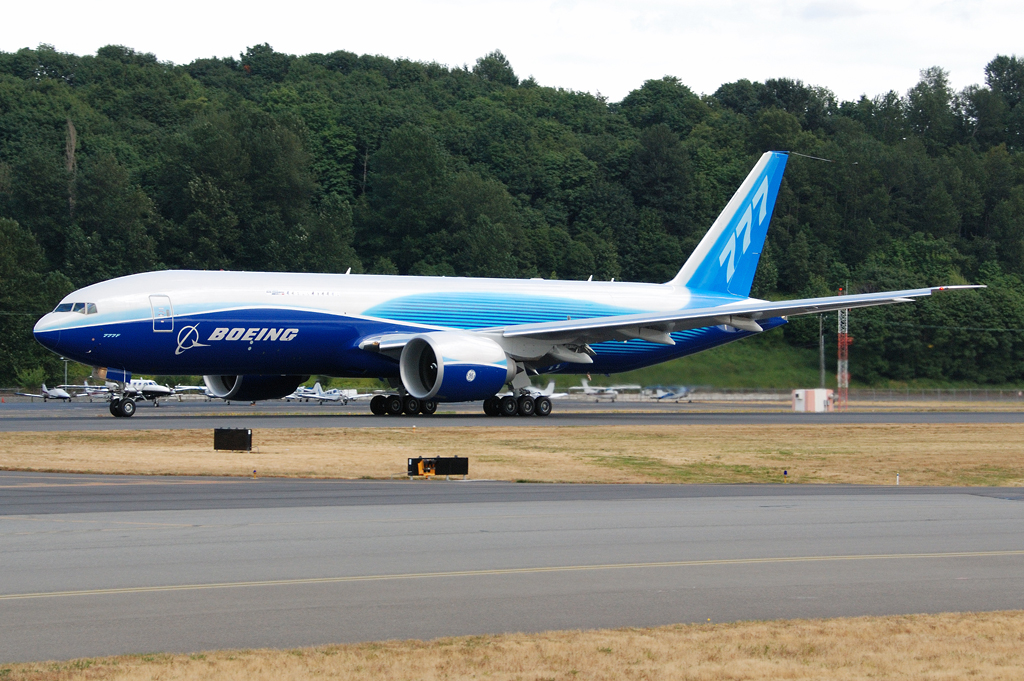
Il primo 777F, sempre con i colori Boeing, durante dei test di volo

### Modelli di nuova generazione
Il 29 febbraio 2000, la Boeing lanciò il suo programma per un bireattore di nuova generazione, inizialmente chiamato 777-X, e cominciò a proporlo a diverse compagnie aeree nonostante la crisi che investì l'industria aeronautica all'inizio degli anni duemila in seguito agli attentati dell'11 settembre, la quale rallentò anche lo sviluppo delle versioni a lungo raggio del 777. Il primo aereo effettivamente emerso dal programma fu il Boeing 777-300ER, che venne lanciato con un ordine per 10 esemplari emesso dalla Air France, oltre che con altri ordini più piccoli. Il 300ER si staccò dal suolo per la prima volta il 24 febbraio 2003, e il 16 marzo 2004 ricevette le certificazioni FAA ed EASA (European Aviation Safety Agency, Agenzia europea per la sicurezza aerea, l'ente che ha iniziato a sostituire la JAA nel 2002). La prima consegna all'Air France avvenne il 29 aprile 2004. Il modello 300ER, che univa la grande capacità del 300 all'autonomia estesa del 200ER, è diventato alla fine degli anni duemila la versione più venduta del 777, guadagnando ulteriore popolarità presso le compagnie aeree che andavano rimpiazzando alcuni modelli quadrimotori con aeroplani bimotori dai consumi e dai costi più contenuti.
Il secondo modello nato dal programma per la creazione di una nuova generazione di 777 fu il 200LR, che eseguì il roll out il 15 febbraio 2005 e portò a termine il suo primo volo l'8 marzo dello stesso anno. Il 200LR fu certificato dalla FAA e dall'EASA il 2 febbraio 2006, mentre la prima consegna alla Pakistan International Airlines avvenne il 26 febbraio. Il 10 novembre 2005 il primo 200LR stabilì il nuovo record per il più lungo volo non-stop di un aereo di linea volando per 21 602 chilometri (11 664 miglia nautiche) in direzione est da Hong Kong a Londra. Il volo, che durò 22 ore e 42 minuti, fu più lungo dell'autonomia standard prevista per il modello 200LR.
Il programma di sviluppo di una nuova generazione di 777 portò anche alla nascita di una versione per il trasporto merci, che assunse la designazione 777F (Freighter, aereo cargo); il primo esemplare di questa versione fu presentato il 23 maggio 2008 ed eseguì il suo volo inaugurale il 14 luglio. Il 777F ha la stessa struttura e la stessa motorizzazione del 777-200LR, ma il progetto dei suoi serbatoi di carburante è derivato dal 777-300ER. Le certificazioni FAA ed EASA arrivarono regolarmente il 6 febbraio 2009 e il primo cliente del modello, l'Air France, ricevette il primo esemplare il 19 febbraio 2009.
Se inizialmente era secondo al 747 nella scala dei modelli più redditizi prodotti dalla Boeing, il 777 è diventato nel corso degli anni duemila il più fruttuoso degli investimenti della compagnia di Seattle. Nel 2000 le vendite del 777 furono responsabili dell'incasso da parte della Boeing di 400 milioni di dollari lordi, 50 milioni in più rispetto a quanto guadagnato grazie alle vendite del 747. Entro il 2004, il modello era diventato la voce principale del fatturato della divisione commerciale della Boeing. Nel 2007 gli ordini per i vari modelli di 777 di nuova generazione si avvicinarono alle 350 unità, e nel novembre di quell'anno la Boeing annunciò che tutti i lotti di produzione fino al 2012 erano già venduti. Il valore dei 356 ordini accumulati nel 2008 è stato valutato in 95 miliardi di dollari al prezzo di listino degli aeroplani.
Alla fine degli anni duemila, lo sviluppo dell'A350 XWB da parte dell'Airbus e di alcune varianti del 787 da parte della stessa Boeing mise il 777 di fronte a nuovi potenziali concorrenti, entrambi caratterizzati da miglioramenti nell'efficienza dei consumi. Di conseguenza, il 777-300ER ha ricevuto un pacchetto di miglioramenti riguardanti sia la motorizzazione sia l'aerodinamica. Nel 2010 questa versione ha subito un ulteriore aumento di peso di 2 300 chilogrammi (5 000 libbre), equivalenti a un aumento del carico pagante di 20-25 passeggeri; i suoi motori GE90-115B1 hanno visto la loro potenza aumentare dell'1-2,5% per compensare l'aumento del peso al decollo. Altre possibili revisioni del progetto sono state programmate per la fine del 2012; tra di esse figurano l'introduzione di un'ala in materiale composito, un nuovo propulsore, un aumento dell'apertura alare, nuove fusoliere di diverse lunghezze.
La Boeing pianifica di aumentare la produzione del 777 dai 5 aerei al mese del 2010 a 8,3 per mese all'inizio del 2013. Il 777 potrebbe infine essere rimpiazzato da un aereo appartenente a una nuova famiglia, il Boeing Yellowstone Y3, il quale si baserebbe su tecnologie simili a quelle già impiegate sul 787.
Nel mese di settembre 2011, Boeing e General Electric hanno rilasciato comunicazioni riguardanti lo sviluppo di nuove versioni del 777, provvisoriamente chiamate 777-8X e 777-9X. L'apertura alare dei nuovi modelli dovrebbe aumentare dagli attuali 64,8 m a 71,3 m. Inoltre, il peso lordo dovrebbe diminuire leggermente dagli attuali 352000 kg a circa 344 000 kg per il modello -9X. General Electric ha annunciato studi su un motore leggermente più piccolo, soprannominato il GE9X, per alimentare le varianti proposte. Tale propulsore manterrà lo stesso diametro della ventola dalla GE90-115B (325 cm), con una diminuzione della spinta per arrivare ai valori di 443 kN per motore per la-9X e-8XL, e 390 kN per la-8X. Anche altri costruttori hanno proposto propulsori per i nuovi modelli 777: Rolls-Royce con il modello RB3025, che prende spunto dai Trent 1000 e Trent XWB, e Pratt & Whitney con un adattamento dell'architettura del motore PW1000G per produrre fino a 440 kN di spinta. Boeing sta studiando una versione a lunghissimo raggio che sostituirebbe il 777-200LR, concettualmente soprannominata 777-8LX, che avrebbe stesse capacità di carburante e peso lordo del -9X. La sua autonomia arriverebbe a 17 560 km, rispetto ai 17 400 km del -200LR. La lunghezza della fusoliera del 777-8LX corrisponderebbe a quella proposta per la versione -8X (69,5 m). La versione 777-9X vedrebbe un incremento di lunghezza di 2,62 m rispetto al -300ER, per raggiungere i 76,5 m e ospitare fino a 407 passeggeri. Le stime preliminari indicano l'ingresso in servizio intorno al 2019. Nel 2012, Boeing ha annunciato un rallentamento dello sviluppo del 777X, ma non ha variato tale data.
Il 19 settembre 2013, nonostante il programma non sia ancora stato ufficialmente lanciato dalla Boeing, la Lufthansa ha ordinato 34 unità del futuro 777-9X, dando quindi la certezza che il velivolo verrà lanciato all'imminente Dubai Air Show. La consegna è prevista per il 2020.

### Incidenti

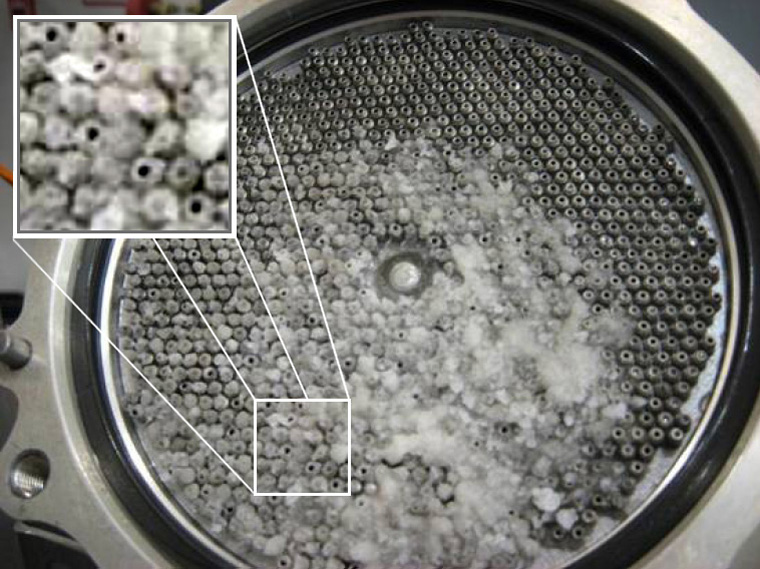
Riproduzione in laboratorio dei cristalli di ghiaccio che ostruirono lo scambiatore di calore dei Trent 800 del volo BA38 nel 2008

Fino all'aprile 2011, il 777 era incorso in sette incidenti, tra cui due dirottamenti e un incidente che aveva provocato la distruzione dell'aereo; ma, fino a quella data, nessuno di questi aveva causato alcuna vittima. Fino all'aprile 2011 l'unica vittima legata a un incidente con un 777 era stato un tecnico di terra che, il 5 settembre 2001, subì ustioni mortali nel corso di un incendio scoppiato durante le operazioni di rifornimento all'aeroporto Internazionale di Denver. L'aereo, appartenente alla British Airways, subì dei danni da bruciature alle ali, ma venne riparato e rimesso in servizio.
Prima del 6 luglio 2013 l'unico incidente abbastanza grave da causare la perdita dell'aereo era stato quello del 17 gennaio 2008: quel giorno un 777-200ER con motorizzazione Rolls-Royce Trent 895 (il volo British Airways 38 proveniente da Pechino) toccò terra circa 300 metri prima dell'inizio della pista dell'aeroporto di Heathrow, a Londra. L'aereo slittò sul terreno fino alla soglia della pista 27L, riportando gravi danni al carrello, alle radici delle ali e ai motori. Ci furono 47 feriti, ma nessun morto, e l'aereo venne dismesso. In seguito alle indagini, la causa dell'incidente venne individuata nella formazione di cristalli di ghiaccio nell'impianto di scambio di calore olio-combustibile; essi avevano ostruito lo scambiatore, e questo aveva portato a una riduzione del flusso di combustibile ai motori con conseguente perdita di potenza. Gli investigatori stabilirono che lo scambiatore di calore del Trent 800 andava riprogettato, e la Rolls-Royce iniziò a studiare una soluzione; inoltre, furono studiate nuove procedure di volo per impedire la formazione di ghiaccio nel carburante del 777.
Altre due perdite di potenza minori con motori Trent 800 avvennero nel 2008, e il National Transportation Safety Board statunitense concluse che la causa era la stessa dell'incidente del volo BA38. Di conseguenza, lo scambiatore di calore olio-combustibile venne riprogettato.

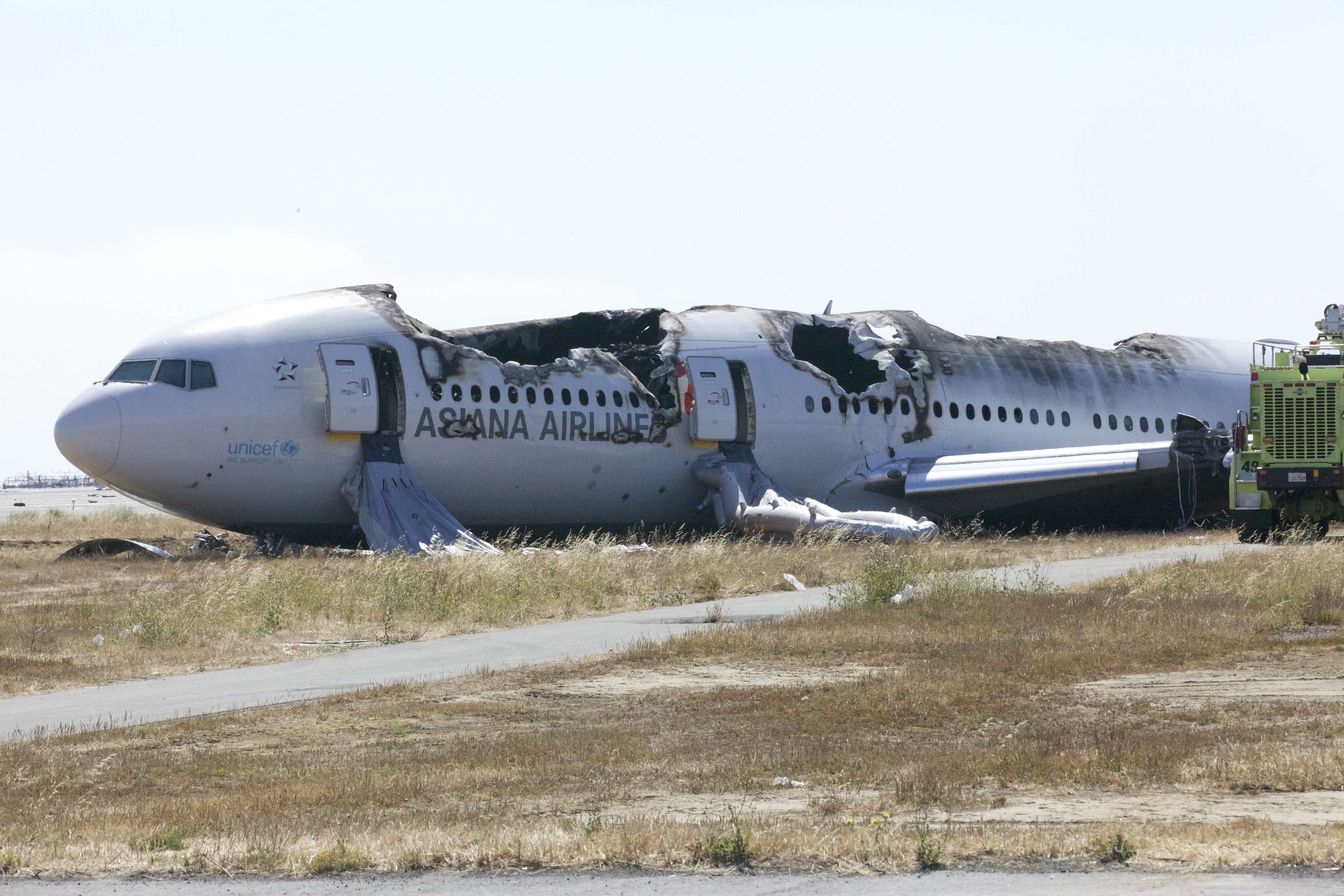
Il relitto del Boeing 777-200ER del volo Asiana Airlines 214, consumato dalle fiamme divampate dopo l'impatto contro il suolo in fase d'atterraggio

Il 6 luglio 2013, il volo Asiana Airlines 214, operato da un Boeing 777-200ER, si schiantò sulla pista 28L dell'aeroporto Internazionale di San Francisco al momento dell'atterraggio. Tre passeggeri rimasero uccisi e altre 48 delle 307 persone a bordo (291 passeggeri e 16 membri dell'equipaggio) rimasero ferite gravemente. L'aereo andò praticamente distrutto, avendo perso entrambi i motori, il carrello e gran parte della coda nell'impatto. Secondo testimoni oculari l'assetto dell'aereo durante le ultime fasi dell'avvicinamento alla pista era fortemente angolato, con la coda troppo bassa rispetto al muso; risulta inoltre che la sua velocità fosse pericolosamente bassa; l'aereo incorse in un tailstrike che causò il distaccamento dell'impennaggio e della parte posteriore della fusoliera, colpendo quindi violentemente il suolo e arrestandosi sulla sinistra della pista a 735 metri dal punto dell'impatto; l'aereo prese fuoco in seguito alla rottura di un serbatoio di combustibile e al contatto di quest'ultimo con il motore destro ancora arroventato.
L'8 marzo 2014, il volo Malaysia Airlines 370 da Kuala Lumpur a Pechino, operato da un Boeing 777-200ER, è scomparso con 227 passeggeri e 12 membri dell'equipaggio a bordo. Si pensa che il pilota abbia depressurizzato la cabina uccidendo i passeggeri e abbia fatto schiantare l'aereo nell'oceano Indiano come atto suicida.
Il 17 luglio 2014, il volo Malaysia Airlines 17, anch'esso operato da un Boeing 777-200ER, mentre era in rotta da Amsterdam a Kuala Lumpur con 283 passeggeri e 15 membri dell'equipaggio a bordo, è precipitato nei pressi di Chakhtarsk, in Ucraina, abbattuto quasi certamente da un missile antiaereo di fabbricazione russa lanciato da un veicolo BUK operato da forze militari russe, nel contesto dei combattimenti in atto tra le truppe unioniste ucraine e le truppe separatiste filorusse. Tutte le persone a bordo rimasero uccise.
Il 9 settembre 2015, durante il rullaggio sulla pista dell'aeroporto internazionale di Las Vegas, il volo British Airways 2276 diretto a Gatwick ebbe un incendio sul motore dell'ala sinistra. Il velivolo, dotato di motori General Electric GE90, subì lievi danni alla fusoliera. Non ci fu nessun ferito, grazie alla prontezza dei servizi d'emergenza dell'aeroporto e dei piloti, che favorirono una veloce evacuazione.
Il 3 agosto 2016, il volo Emirates 521, operato da un Boeing 777-300, precipitò sulla pista dell'aeroporto internazionale di Dubai durante una riattaccata a causa di un windshear e di errori nelle procedure da parte dell'equipaggio. Tutte le 300 persone a bordo uscirono illese dall'incidente; un vigile del fuoco perse la vita e altri otto rimasero feriti nei tentativi di spegnere l'incendio.

### Record
L'8 gennaio 2015, un Boeing 777-200 della British Airways (volo BA 114), ha compiuto il volo New York - Londra nel tempo record di 5 ore e 16 minuti. Ciò è stato reso possibile in quanto il velivolo ha sfruttato un'eccezionale corrente aerea di oltre 323 km/h (corrente a getto o jet stream) che ha permesso all'aereo di raggiungere una velocità rispetto al suolo (Ground Speed) di 1 200 km/h.

## Versioni
La Boeing si basa su due parametri per designare le varianti dei suoi aerei: la lunghezza della fusoliera e l'autonomia. La lunghezza influenza il numero di passeggeri e la capacità di carico di merci, ed è indicata nel nome della variante dal numero in centinaia dopo il trattino: il 777-200 ha la dimensione base, e il 777-300 è la versione allungata introdotta nel 1998. I modelli con autonomia estesa, invece, vengono identificati da una coppia di lettere alla fine della designazione: ER per Extended Range o LR per Longer Range. Per quanto riguarda l'autonomia sono state introdotte tre categorie basate sui parametri del progetto del modello, che inizialmente furono definite così:
- mercato A: fino a 7 800 chilometri (4 200 miglia nautiche);[131]
- mercato B: 12 200 chilometri (6 600 miglia nautiche);[131]
- mercato C 14 400 chilometri (7 800 miglia nautiche).[132]

In riferimento alle diverse varianti, la Boeing e le compagnie aeree spesso contraggono il nome dell'aereo (777) fondendolo con il numero della versione (200 o 300) in una forma sintetica (772 o 773). Il sistema di designazione dei modelli d'aereo dell'Organizzazione Internazionale per l'Aviazione Civile (ICAO) prevede l'aggiunta di una lettera che identifica la casa produttrice (B772 o B773). Dopo il numero che specifica la lunghezza, poi, diverse designazioni possono o meno riportare un'altra lettera che si riferisce all'autonomia (il Boeing 777-300ER, per esempio, può essere designato come 773ER, 773B, 77W o B77W).

### 777-200

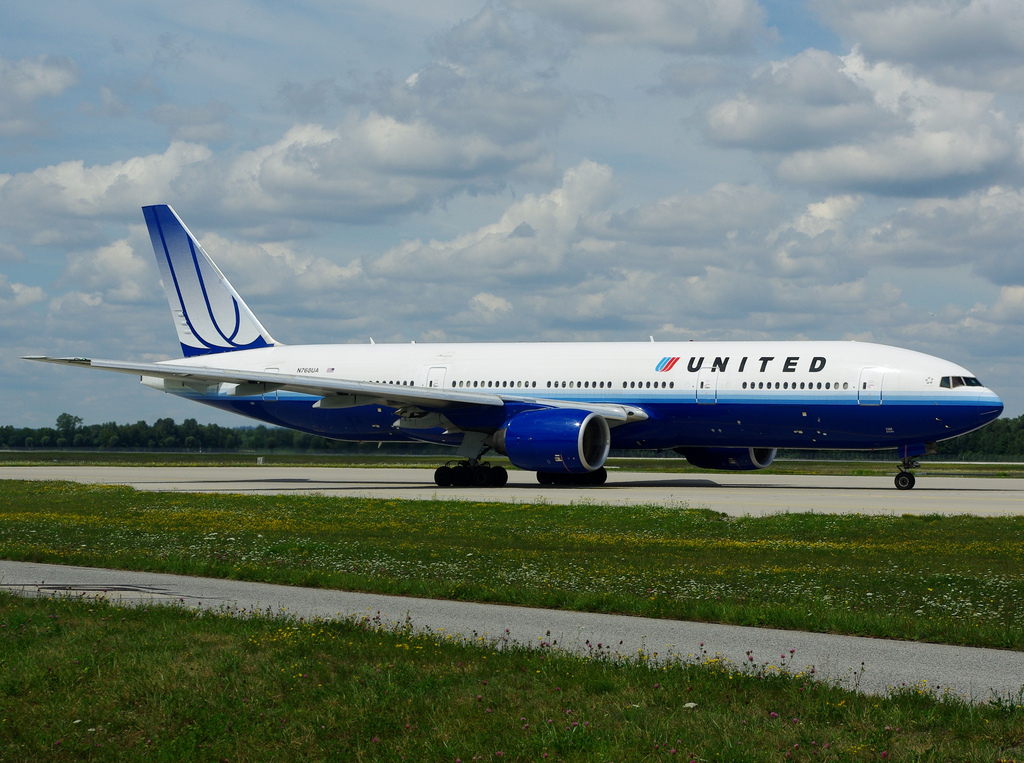
Un 777-200 di United Airlines

Il 777-200 è stata la versione iniziale per il mercato A. Con un'autonomia massima di 9 695 chilometri (5 235 miglia nautiche), la versione 200 era pensata essenzialmente per le compagnie che operano voli nazionali all'interno degli USA. Il primo 200 fu consegnato alla United Airlines il 15 maggio 1995, e al luglio 2011 nove compagnie aeree avevano ricevuto in totale 88 esemplari, e l'ultima consegna è avvenuta nel 2007. Il modello Airbus che è diretto concorrente del 777-200 è l'Airbus A330-300.

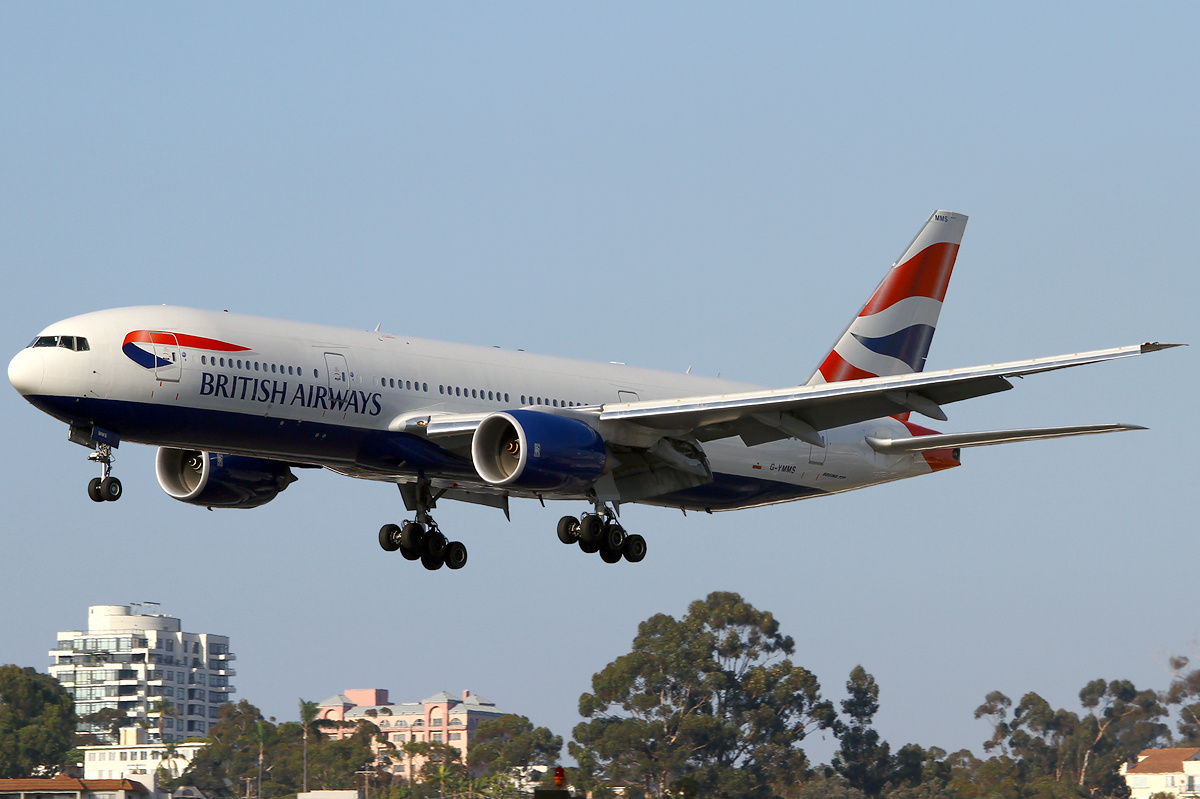
Un Boeing 777-200ER di British Airways

### 777-200ER
Il 777-200ER (Extended Range) è la versione per il mercato B del modello 200; era nota, inizialmente, come 777-200HGW (Higher Gross Weight) per il suo maggiore peso. Il 200ER ha una capacità di carburante incrementata rispetto alla versione precedente e un peso massimo al decollo sensibilmente maggiore. Costruito per le linee aeree internazionali che operano voli transatlantici, il 200ER ha un raggio d'azione massimo di 14 300 chilometri (7 700 miglia nautiche). Oltre ad aver infranto il record di distanza percorsa senza scalo, il modello 200ER detiene il primato per la più lunga deviazione di emergenza in condizioni ETOPS, stabilito quando, il 17 marzo 2003, un Boeing della United Airlines con 255 passeggeri a bordo volò sopra l'oceano Pacifico per 177 minuti con un motore solo fino al più vicino aeroporto.
Il primo 200ER venne consegnato alla British Airways il 6 febbraio 1997 e per il marzo 2011 415 esemplari erano stati consegnati a 33 acquirenti diversi; questo fa del 200ER la variante del 777 più prodotta fino al luglio 2011. Il diretto concorrente del Boeing 777-200ER è l'Airbus A340-300.

### 777-300

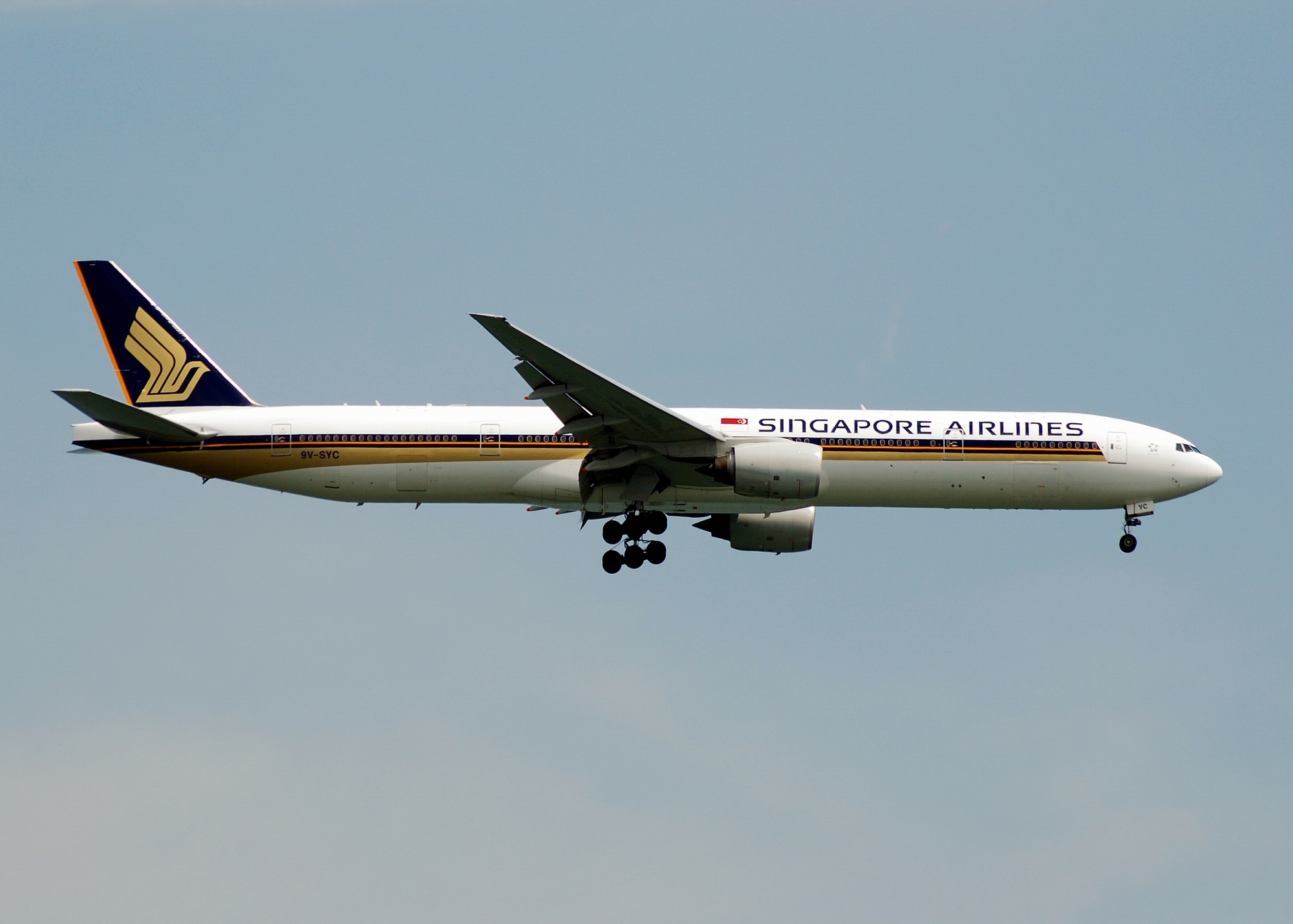
Un 777-300 di Singapore Airlines

Il 777-300, versione con fusoliera allungata rispetto al modello base, fu progettata come sostituto per il 747-100 e per il 747-200. Rispetto al più vecchio 747, il 777-300 può trasportare un numero di passeggeri comparabile, ma è progettato per consumare due terzi del carburante e avere costi di manutenzione del 40% più bassi. Il modello 300 è caratterizzato da una fusoliera 10,1 metri (33,3 piedi) più lunga del 200, il che consente, impiegando una configurazione con una sola classe ad alta densità, di alloggiare fino a 550 passeggeri. Configurazioni ad alta densità di questo tipo sono impiegate, ad esempio, per le rotte giapponesi altamente trafficate. A causa della sua lunghezza, la versione 300 è equipaggiata con un pattino di coda per proteggere la parte infero-posteriore dell'aereo in caso di atterraggi troppo "seduti", nonché di un sistema di telecamere di manovra a terra per aiutare i piloti a gestire l'aereo durante il rullaggio. L'autonomia di 11 140 chilometri (6 015 miglia nautiche) del 777-300 gli consente di operare sulle rotte maggiori precedentemente affidate al 747.
Il primo 300 fu consegnato alla Cathay Pacific il 21 maggio 1998. Otto compagnie aeree hanno ricevuto un totale di 60 aerei, anche se l'introduzione del modello 300ER ad autonomia ampliata, nel 2004, ha fatto sì che tutti gli operatori spostassero l'attenzione su questa nuova versione abbandonando ulteriori ordini per il 300. L'ultima consegna è avvenuta nel 2006. Questa versione non ha un diretto corrispondente Airbus, ma l'Airbus A340-600 è un aereo dalle caratteristiche piuttosto simili.

### 777-300ER

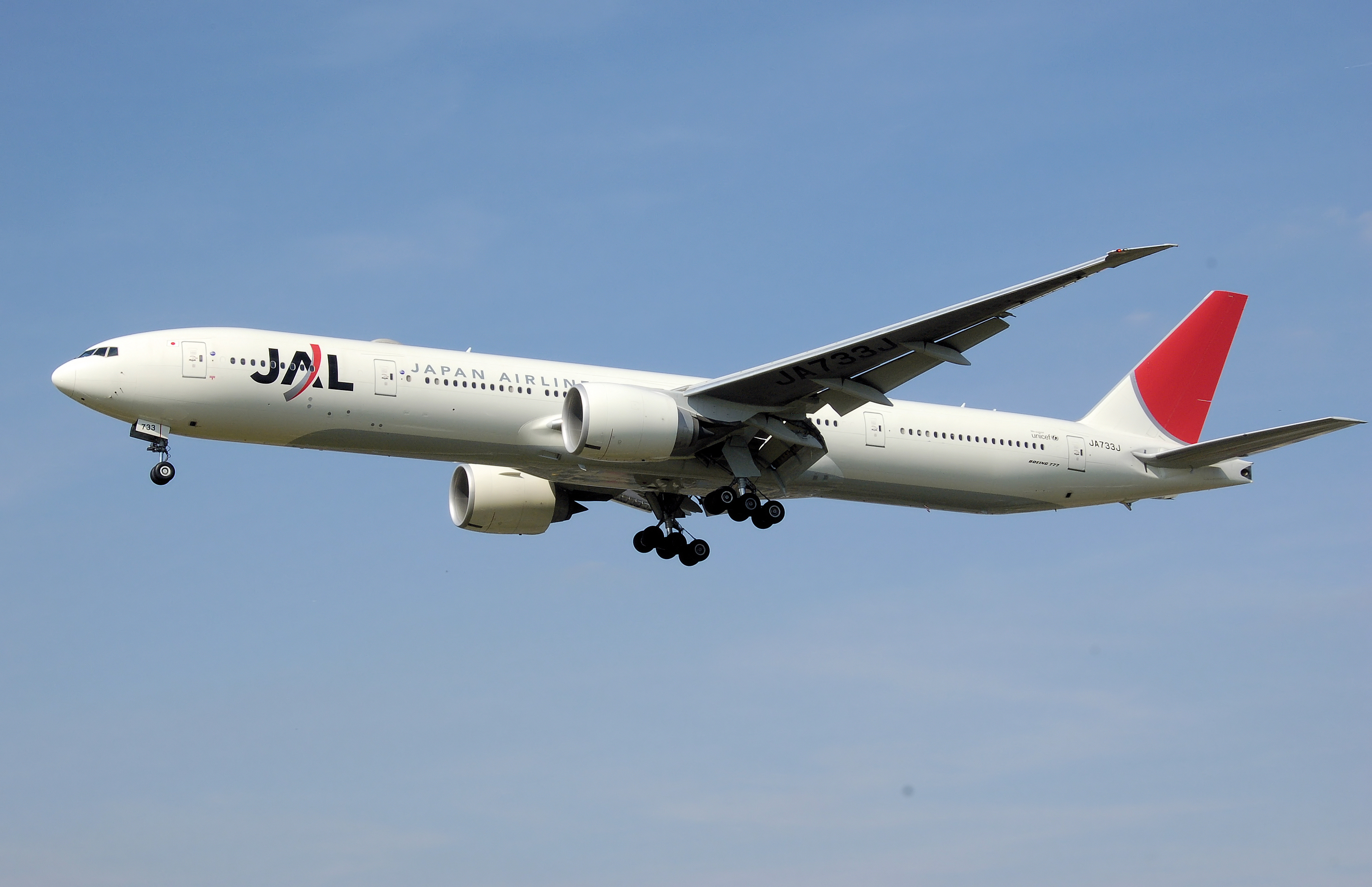
Un 777-300ER di Japan Airlines

Il 777-300ER è la versione per il mercato B del modello 300. È caratterizzato dalle estremità alari allungate e inclinate all'indietro, da un nuovo carrello principale e da un carrello anteriore rinforzato, e da serbatoi di carburante ausiliari. Il 300ER ha anche subito irrobustimenti della fusoliera, delle ali, degli impennaggi e degli attacchi dei motori. I propulsori standard della serie 300ER, i turbofan General Electric GE90-115B, sono i motori a reazione più potenti in servizio, con una spinta massima in condizioni normali di 513 kN (115 300 lbf). L'autonomia massima di 14 690 chilometri (7 930 miglia nautiche) è resa possibile da un aumento del peso massimo al decollo rispetto al modello 300 e da un aumento corrispondente della capacità di carburante. Il 300ER può volare a pieno carico su distanze del 34% più lunghe rispetto al 300. In seguito ad accurati test di volo alcune variazioni nel peso, unite al miglioramento dei motori e dell'aerodinamica dell'ala hanno permesso di ridurre il consumo di carburante di un ulteriore 1,4%.
Il primo 300ER fu consegnato all'Air France il 29 aprile 2004. Nel settembre 2010 gli ordini per questa versione hanno superato quelli del 200ER; perciò, il 300ER può essere considerato la versione più venduta del 777. Nel giugno 2013, le consegne del 777-300ER a oltre 30 diverse compagnie aeree ammontano a 412 esemplari, a cui vanno aggiunti 284 aeroplani ordinati ma non ancora consegnati. Il concorrente più diretto di questa versione è l'Airbus A340-600HGW.

### 777-200LR

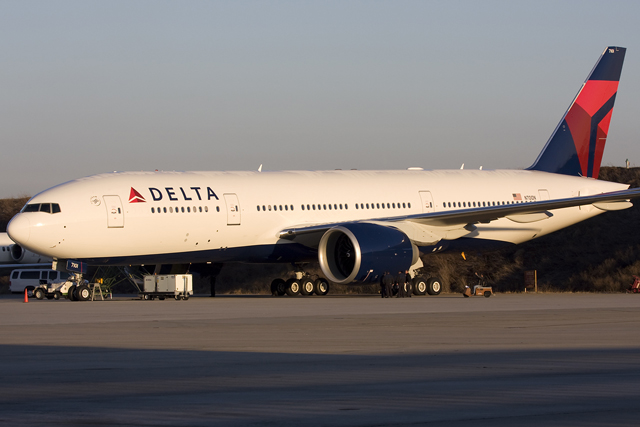
Un 777-200LR di Delta Air Lines

Quando entrò in servizio, nel 2006, il modello per il mercato C 777-200LR (Longer Range) divenne il jet commerciale con l'autonomia più ampia del mondo. La Boeing ha dato a questo modello il nome di Worldliner per sottolineare la sua capacità di collegare praticamente ogni coppia di punti sulla superficie del globo, pur essendo ancora soggetto alle restrizioni ETOPS. Questa versione del 777 detiene il record per il più lungo volo senza scalo di un aereo di linea e ha un'autonomia di 17 370 chilometri (9 380 miglia nautiche). Il 200LR è progettato per servire su rotte estremamente lunghe (ultra-long-haul flights) come Los Angeles-Singapore o Dallas-Tokyo.
Sviluppato parallelamente al 300ER, il 200LR è caratterizzato da un peso massimo al decollo incrementato e da tre serbatoi di carburante ausiliari collocati nella parte posteriore dell'area di carico. Altre caratteristiche nuove del 200LR sono le estremità alari inclinate all'indietro, il carrello principale riprogettato e irrobustimenti strutturali generici. Come il 300ER e il 777F, il 200LR è equipaggiato con estremità alari allungate di 3,9 metri (12,8 piedi). Il primo 777-200LR fu consegnato alla Pakistan International Airlines il 26 febbraio 2006. Al luglio 2011, nove acquirenti avevano ricevuto 51 esemplari a cui si aggiungevano 4 aerei ordinati ma ancora da consegnare. Il concorrente diretto del 777-200LR è l'Airbus A340-500HGW.

### 777F

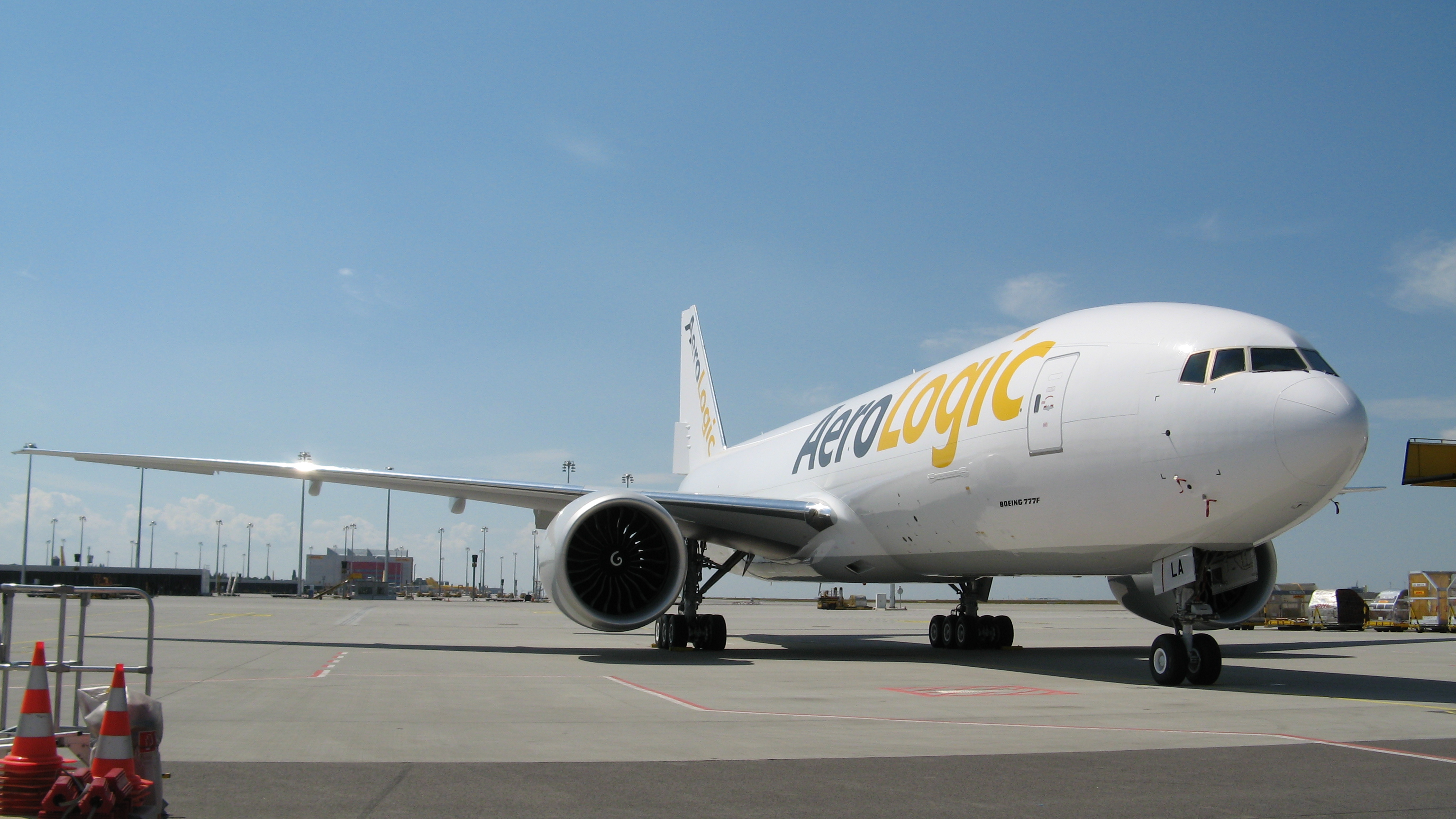
Un 777F di Aerologic

Il 777F (Freighter) è la versione adibita esclusivamente al trasporto merci. Ha molte caratteristiche in comune con il 200LR, di cui utilizza la stessa struttura, gli stessi motori e la stessa capacità di carburante. Con un carico utile massimo di 103 000 chilogrammi (226 000 libbre) si colloca vicino alla capacità del 747-200F. Il cargo ha un'autonomia di 9 070 chilometri (4 900 miglia nautiche) a pieno carico, ma il raggio d'azione può essere ampliato riducendo il carico di merci in favore del carburante. Poiché il modello offre costi operativi più contenuti di quelli dei cargo precedenti, alcune linee aeree hanno preso in considerazione il 777F come sostituto per i vecchi 747-200F e MD-11F in via di pensionamento.
Il primo 777F è stato consegnato all'Air France il 19 febbraio 2009 e, a giugno 2013, 127 esemplari erano stati acquistati da 16 diversi clienti e di questi 77 già consegnati.
Negli anni duemila la Boeing ha anche considerato la possibilità di convertire le versioni passeggeri 777-200 e 200ER in aerei cargo, designati 777BCF (777 Boeing Converted Freighter) La compagnia ha intrattenuto delle trattative con diverse compagnie aeree e conta di rendere disponibile la conversione a partire dal 2011. La FedEx, la UPS Airlines e la GE Capital Aviation Services sono alcuni dei potenziali clienti.

### KC-777
Il KC-777 è una versione per il rifornimento in volo proposta dalla Boeing all'USAF nel settembre 2006; la proposta era tesa a rimpiazzare il KC-767 (versione tanker del Boeing 767) in caso di necessità da parte dell'aeronautica militare di una nuova aerocisterna più capiente. Tuttavia, nell'aprile 2007 (nell'ambito della gara KC-X finalizzata alla scelta di un'aerocisterna di nuova generazione) la Boeing ha comunque offerto all'USAF il KC-767 Advanced Tanker.

### 777X
Il Boeing 777X è la nuova variante del Boeing 777 il cui primo volo è stato effettuato nel 2020. Esso sarà caratterizzato da due modelli, il Boeing 777-8X e il Boeing 777-9X. Si suppone che competerà con l'Airbus A350-1000. Boeing sostiene che il 777X sarà "il più grande ed efficiente jet bimotore del mondo". L'aereo sarà caratterizzato da nuovi motori, nuove ali in composito e tecnologie derivate dal Boeing 787.
I motori dell'aereo saranno i General Electric modello GE9X. L'aereo avrà consumi di carburante inferiori e ridurrà i costi di carburante fino al 20% in meno rispetto ai modelli Boeing 777 di oggi. L'aereo avrà anche costi di gestione più bassi del 15% rispetto ai precedenti modelli Boeing 777.

#### 777-8
Il 777-8 sarà il sostituto del 777-300ER e potrà trasportare circa 350 passeggeri in una configurazione a tre classi e volare più di 9 300 NM (17 200 km). Sarà di diretto concorrente dell'Airbus A350-1000. Il prezzo unitario, al 2018, è di 394,9 milioni di dollari statunitensi.

#### 777-9
Il 777-9 è una variante con capacità per circa 400 passeggeri in una configurazione a tre classi e un raggio di oltre 15200 km. Boeing afferma che il 777-9 non avrà alcun concorrente nel suo segmento di mercato. Tuttavia Airbus potrebbe allungare l'A350 in futuro per competere con il 777-9X. La produzione del 777-9X è programmata per iniziare nel 2017 e l'entrata in servizio per il 2021. Il prezzo unitario, al 2018, è di 425,8 milioni di dollari statunitensi.

### Cronologia
| Modello       | Primo ordine                                 | Rollout          | Primo volo       | Certificazione  | Prima consegna   | Ingresso in servizio | Prima compagnia in servizio     | Ultima consegna                         |  |
| ------------- | -------------------------------------------- | ---------------- | ---------------- | --------------- | ---------------- | -------------------- | ------------------------------- | --------------------------------------- |  |
| 777-200       | 15 ottobre 1990 (go ahead 29 ottobre 1990)   | 9 aprile 1994    | 12 giugno 1994   | 19 aprile 1995  | 15 maggio 1995   | 7 giugno 1995        | United Airlines                 | 17 maggio 2007 (JAL International)      |  |
| 777-200ER     | 14 giugno 1991 (go ahead 29 ottobre 1990)    | 3 settembre 1996 | 7 ottobre 1996   | 17 gennaio 1997 | 6 febbraio 1997  | 9 febbraio 1997      | British Airways                 | –                                       |  |
| 777-300       | 14 giugno 1995 (go ahead 26 giugno 1995)     | 8 settembre 1997 | 16 ottobre 1997  | 4 maggio 1998   | 21 maggio 1998   | 27 maggio 1998       | Cathay Pacific Airways          | 27 luglio 2006 (Cathay Pacific Airways) |  |
| 777-300ER     | 31 marzo 2000 (go ahead 29 febbraio 2000)    | 14 novembre 2002 | 24 febbraio 2003 | 16 marzo 2004   | 29 aprile 2004   | 10 maggio 2004       | Air France                      | –                                       |  |
| 777-200LR     | 27 febbraio 2000 (go ahead 29 febbraio 2000) | 15 febbraio 2005 | 8 marzo 2005     | 2 febbraio 2006 | 27 febbraio 2006 | 3 marzo 2006         | Pakistan International Airlines | –                                       |  |
| 777 Freighter | 24 maggio 2005                               | 21 maggio 2008   | 14 luglio 2008   | 6 febbraio 2009 | 19 febbraio 2009 | 22 febbraio 2009     | Air France                      | –                                       |  |
| 777-8X        | 17 ottobre 2013                              | –                | 2020 (previsto)  |                 |                  |                      |                                 |                                         |  |
| 777-9X        | 11 settembre 2013                            | –                | 25 gennaio 2020  |                 |                  |                      |                                 |                                         |  |

Fonte: Boeing Commercial Airplanes – About the 777 family.

## Dati tecnici
| Versione                                | 777-200                          | 777-200ER                        | 777-300                   | 777-300ER                 | 777-200LR                 | 777F                      |
| --------------------------------------- | -------------------------------- | -------------------------------- | ------------------------- | ------------------------- | ------------------------- | ------------------------- |
| Codice ICAO                             | B772                             | B772                             | B773                      | B77W                      | B772                      | B77F                      |
| Codice IATA                             | 772                              | 772                              | 773                       | 77W                       | 77L                       | 77F                       |
| Equipaggio in cabina di pilotaggio      | 2 piloti                         | 2 piloti                         | 2 piloti                  | 2 piloti                  | 2 piloti                  | 2 piloti                  |
| Capacità massima passeggeri             | 440                              | 440                              | 550                       | 550                       | 440                       | Cargo                     |
| Lunghezza totale                        | 63,73 m                          | 63,73 m                          | 73,86 m                   | 73,86 m                   | 63,73 m                   | 63,73 m                   |
| Diametro cabina                         | 5,84 m                           | 5,84 m                           | 5,84 m                    | 5,84 m                    | 5,84 m                    | 5,84 m                    |
| Diametro fusoliera                      | 6,20 m                           | 6,20 m                           | 6,20 m                    | 6,20 m                    | 6,20 m                    | 6,20 m                    |
| Larghezza piano orizzontale             | 21,53 m                          | 21,53 m                          | 21,53 m                   | 21,53 m                   | 21,53 m                   | 21,53 m                   |
| Apertura alare                          | 60,93 m                          | 60,93 m                          | 60,93 m                   | 64,80 m                   | 64,80 m                   | 64,80 m                   |
| Superficie alare                        | 427,8 m²                         | 427,8 m²                         | 427,8 m²                  | 436,8 m²                  | 436,8 m²                  | 436,8 m²                  |
| Freccia alare                           | 31,6°                            | 31,6°                            | 31,6°                     | 31,6°                     | 31,6°                     | 31,6°                     |
| Altezza fusoliera                       | 8,68 m                           | 8,68 m                           | 8,68 m                    | 8,78 m                    | 8,70 m                    | 8,78 m                    |
| Altezza totale                          | 18,76 m                          | 18,76 m                          | 18,76 m                   | 18,76 m                   | 18,75 m                   | 18,99 m                   |
| Passo                                   | 25,88 m                          | 25,88 m                          | 31,22 m                   | 31,22 m                   | 25,89 m                   | 25,89 m                   |
| Peso operativo a vuoto (OEW)            | 135 550 kg                       | 138 100 kg                       | 160 530 kg                | 167 829 kg                | 145 150 kg                | 144 379 kg                |
| Peso massimo senza carburante (MZFW)    | 190 470 kg                       | 196 500 kg                       | 224 530 kg                | 237 683 kg                | 209 106 kg                | 248 115 kg                |
| Peso massimo durante il rullaggio (MTW) | 234 500 kg                       | 238 500 kg                       | 300 280 kg                | 352 442 kg                | 348 358 kg                | 348 722 kg                |
| Peso massimo al decollo (MTOW)          | 233 600 kg                       | 297 550 kg                       | 299 370 kg                | 351 535 kg                | 347 452 kg                | 347 815 kg                |
| Peso massimo all'atterraggio (MLW)      | 201 800 kg                       | 231 000 kg                       | 237 680 kg                | 251 290 kg                | 223 168 kg                | 260 816 kg                |
| Carico utile massimo                    | 54 920 kg                        | 60 000 kg                        | 64 000 kg                 | 69 853 kg                 | 63 957 kg                 | 103 737 kg                |
| Capacità cargo                          | 160,3 m³                         | 160,3 m³                         | 213,9 m³                  | 213,9 m³                  | 160,3 m³                  | 633,5 m³                  |
| Capacità massima carburante             | 117 300 L                        | 117 300 L                        | 169 210 L                 | 181 283 L                 | 181 283 L                 | 181 283 L                 |
| Velocità di crociera                    | 0,84 Mach (1 037,23 km/h)        | 0,84 Mach (1 037,23 km/h)        | 0,84 Mach (1 037,23 km/h) | 0,84 Mach (1 037,23 km/h) | 0,84 Mach (1 037,23 km/h) | 0,84 Mach (1 037,23 km/h) |
| Velocità massima                        | 0,89 Mach (1 098,72 km/h)        | 0,89 Mach (1 098,72 km/h)        | 0,89 Mach (1 098,72 km/h) | 0,89 Mach (1 098,72 km/h) | 0,89 Mach (1 098,72 km/h) | 0,89 Mach (1 098,72 km/h) |
| Autonomia                               | 5 240 nmi 9 705 km               | 7 065 nmi 13 085 km              | 6 030 nmi 11 170 km       | 7 370 nmi 13 650 km       | 8 555 nmi 15 845 km       | 4 970 nmi 9 205 km        |
| Quota di tangenza                       | 43 000 ft (13 106 m)             | 43 000 ft (13 106 m)             | 43 000 ft (13 106 m)      | 43 000 ft (13 106 m)      | 43 000 ft (13 106 m)      | 43 000 ft (13 106 m)      |
| Motori (x2)                             | GE90-76B PW4077 RR Trent 877     | GE90-94B PW4090 RR Trent 884     | PW4098 RR Trent 892       | GE90-115B                 | GE90-110B1 GE90-115B      | GE90-110B1 GE90-115B      |
| Spinta (x2)                             | 336-361 kN 316-356 kN 312-351 kN | 403-433 kN 333-408 kN 312-380 kN | 344-440 kN 343-407 kN     | 489-514 kN                | 489-493 kN 489-514 kN     | 489-493 kN 489-514 kN     |

## Utilizzatori
Al gennaio 2024, dei 1 727 esemplari consegnati, 1 415 sono operativi.

### Civili
Gli utilizzatori principali sono:
- Emirates (144 esemplari)
- United Airlines (96 esemplari)
- Qatar Airways (91 esemplari)
- American Airlines (67 esemplari)
- Air France (63 esemplari)
- British Airways (59 esemplari)
- FedEx Express (57 esemplari)
- Cathay Pacific (55 esemplari)
- Korean Air (49 esemplari)
- EVA Air (42 esemplari)
- Malév Hungarian Airlines (1 esemplare)
- Saudi Arabian Airlines (41 esemplari)
- Turkish Airlines (41 esemplari)
- China Southern Airlines (32 esemplari)
- KLM (31 esemplari)
- All Nippon Airways (30 esemplari)
- Air China (28 esemplari)
- Singapore Airlines (28 esemplari)
- Air India (26 esemplari)
- Air Canada (25 esemplari)
- Aeroflot (22 esemplari)
- AeroLogic (22 esemplari)
- Thai Airways International (22 esemplari)
- China Eastern Airlines (20 esemplari)
- Ethiopian Airlines (20 esemplari)
- Maersk Air Cargo (2 esemplari)[186]
- LATAM Airlines Brasil (10 esemplari)

### Governativi e militari
Gli utilizzatori sono:
- Governo dell'Arabia Saudita (1 esemplare)
- Presidential Flight (2 esemplari)
- Governo del Gabon (1 esemplare)
- Forza Aerea del Giappone (2 esemplari)
- Governo della Guinea Equatoriale (1 esemplare)
- Governo dell'Indonesia (1 esemplare)
- NASA (1 esemplare)[187][188]

### Testi in inglese
- Robert Abarbanel, William McNeely, FlyThru the Boeing 777, New York, ACM SIGGRAPH, 1996, ISBN 0-89791-784-7.
- Philip Birtles, Boeing 777, Jetliner for a New Century, St. Paul (MN), Motorbooks International, 1998, ISBN 0-7603-0581-1.
- Philip Birtles, Modern Civil Aircraft: 6, Boeing 757/767/777, Londra, Ian Allen Publishing, 19993, ISBN 0-7110-2665-3.
- Eden Paul, Civil Aircraft Today: The World's Most Successful Commercial Aircraft, Londra, Amber Books Ltd, 2008, ISBN 1-84509-324-0.
- Gerard Frawley, The International Directory of Civil Aircraft 2003/2004, Londra, Aerospace Publications, 2003,  p. ISBN 1-875671-58-7.
- Guy Norris, Mark Wagner, Boeing 777, St. Paul (MN), Motorbooks International, 1996, ISBN 0-7603-0091-7.
- Guy Norris, Mark Wagner, Boeing 777: The Technological Marvel, Minneapolis (MN), Zenith Imprint, 2001, ISBN 0-7603-0890-X.
- Guy Norris, Mark Wagner, Modern Boeing Jetliners, Minneapolis (MN), Zenith Imprint, 1999, ISBN 0-7603-0717-2.
- Karl Sabbagh, 21st Century Jet: The Making of the Boeing 777, New York, Scribner, 1995, ISBN 0-333-59803-2.
- Alexander T. Wells, Clarence C. Rodrigues, Commercial Aviation Safety, New York, McGraw-Hill Professional, 2004, July 0 141742-7.
- Bill Yenne, Inside Boeing: Building the 777, Minneapolis (MN), Zenith Press, 2002, ISBN 0-7603-1251-6.

### Testi in italiano
- R.G. Grant, (ed. italiana a cura di R. Niccoli), Il volo – 100 anni di aviazione, Novara, DeAgostini, 2003, ISBN 88-418-0951-5.
- AA. VV., Aerei di tutto il mondo – civili e militari, Novara, DeAgostini, 2007, ISBN 88-415-9655-4.

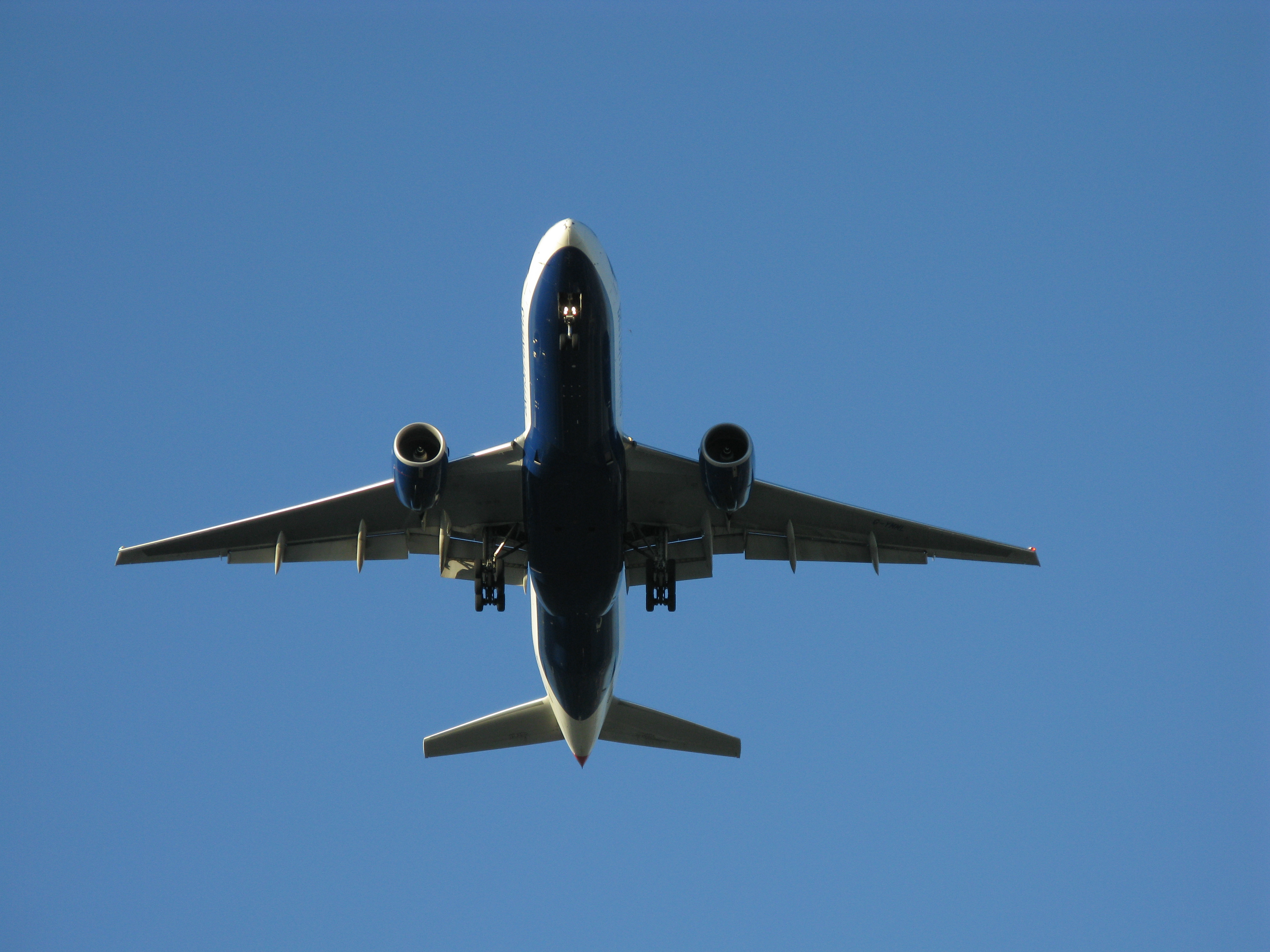
Un 777-200ER (G-YMML) della British Airways

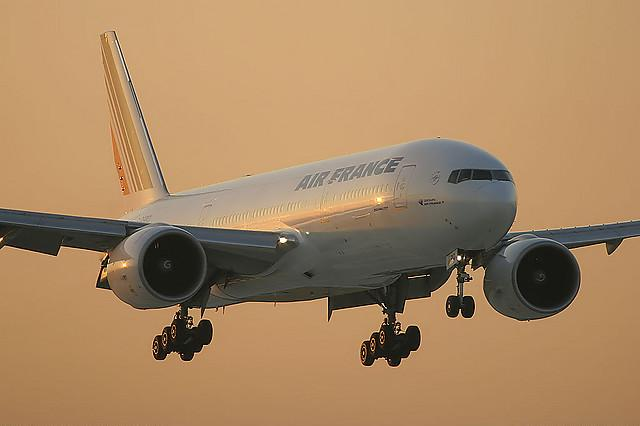
Un 777-200ER (F-GSPO) dell'Air France